# Список персонажів телесеріалу «Якось у казці»
Нижче наведено список персонажів і акторів американського серіалу «Якось у казці» в жанрі фентезі.

## Головні герої
| Ім'я в Казковому світі | Ім'я в Реальному світі | Актор | Головна роль в сезонах | Другорядна / гостьова роль в сезонах | К-сть епізодів | Статус  |
| --- | ---------------------- | --- | ---------------------- | ------------------------------------ | -------------- | ------- |
| Принцеса Лея/Темна Свон | Емма Свон              | Дженніфер Моррісон (доросла) Еббі Росс (підліток) Маккенна Грейс (дитина)                                                              | 1, 2, 3, 4, 5, 6       | 7                                    | 137            | Жива    |
| Емма Свон — двадцятивосьмирічна дівчина, поручитель і мисливиця за головами, дізнається, що в її руках ключ до порятунку двох світів, Реального світу і Зачарованого Лісу. Емма — дочка Білосніжки / Мері Маргарет Бланшар і Прекрасного Принца / Девіда Нолана і біологічна мати Генрі. Вона була відправлена батьками з Зачарованого лісу в Реальний світ, щоб захистити її від прокляття Злої Королеви. Побувала в декількох прийомних сім'ях. В молодості викрадала машини, що призвело до знайомства з Нілом. Саме на тій машині, що стала причиною їхнього знайомства, Емма постійно їздить. Відсиділа 11 місяців у в'язниці загального режиму. Зруйнувала темне закляття, повіривши в магію за допомогою поцілунку істинної любові — поцілувавши Генрі. Потрапила з Мері Маргарет в Чарівний ліс через портал, побувала в країні Велетнів, попередньо познайомившись із Капітаном Гаком. Повернулася додому за допомогою чарівного бобу. Зустріла в Нью-Йорку свого колишнього коханого Ніла, дізнавшись, що він — Белфаєр. Разом з Мері Маргарет, Девідом, Реджиною, містером Ґолдом і капітаном Гаком вирушила в Небувалію рятувати Генрі. У тому світі знову відчула себе сиротою, через те що Пітер Пен назвав її «Втраченою дівчинкою», за аналогією з назвою племені хлопчиків-сиріт — Втрачених хлопців — яких очолює сам Пітер Пен. На острові у Гака починають з'являтися почуття до Емми. На Сторібрук насувається темне закляття Пена, яке запобігає Реджина, але всі магічні істоти повертаються в чарівний світ, а Емма і Генрі залишають місто, втрачаючи всі пов'язані з ним спогади. Через рік в Нью-Йорку їх відшукує Кілліан (Гак) і повертає спогади Еммі. Після повернення в Сторібрук Емма вчиться магії у Реджини, щоб протистояти Зеліні. Позбавляється магії після порятунку Гака через дотик його губ. Після смерті Зеліни магія знову до неї повертається. Гак і Емма потрапляють в минуле, де випадково заважають першій зустрічі Білосніжки і Принца. За допомогою Румпеля вони відновлюють хід подій і повертаються в теперішній, прихопивши з собою леді Меріан — дружину Робіна. Емма намагається вибачитися за це перед Реджиною. З минулого Емма ненароком прихопила урну, яку і не помітила. Так звільняється Ельза і з'являється загадкова Сара Фішер / Інгрід, знала Емму близько 18 років тому. Зрештою Інгрід нейтралізує закляття осколків дзеркала, яке сама ж наклала, а Ельза з сестрою повернуться на батьківщину. Протягом цих подій Емма мириться з Реджиною і між ними зароджується щось на зразок дружби. Емма обіцяє Реджині допомогти знайти щасливий кінець, що і робить, жертвуючи себе темної магії. Після пробудження Темної Свон, виявляється в Камелоті, де намагається побороти в собі темряву. Зустрічається з рідними, коли намагається вбити Меріду, після чого разом з ними вирушає на пошуки чарівника на ім'я Мерлін. Через 6 тижнів знову опиняються в Сторібрук, де Емму повністю поглинає темрява, а у решти знову стирається пам'ять, щоб вони не пам'ятали, як Емма звернула Гака в Темного. Думаючи, що вся тьма перейшла в Гака, вбиває його, а потім вирушає в пекло, щоб розділити з Крюком серце на двох і повернути його до живих. |                        | |                        |                                      |                |         |
| Білосніжка | Мері Маргарет Бланшар  | Джінніфер Ґудвін (доросла) Бейлі Медісон (дитина)                                                                                      | 1, 2, 3, 4, 5, 6       | 7                                    | 134            | Жива    |
| Білосніжка — одна з найдобріших персонажів Зачарованого Лісу, принцеса, дочка короля Леопольда і Королеви Єви, а пізніше падчерка Злої Королеви Реджини. Вона — Справжня Любов Прекрасного Принца, мати Емми Свон, а пізніше і бабуся Генрі. У Реальному світі стає вчителем в початковій школі, де вчиться Генрі. У день семиріччя доньки мати Білосніжки вмирає від отруєння Кори, яка намагалася таким чином зробити доньку Реджину Королевою. Сніжку пізніше врятувала Реджина, і цей вчинок призводить тоді ще не злої дочка Кори до шлюбу без любові з батьком Білосніжки. Після того як Реджина, вбивши Короля, незалежно займає трон, вона наймає мисливця, щоб вбити Білосніжку, але він пошкодував її за її самовідданість. Пізніше Сніжка живе в лісі, перебуваючи в розшуку як державна злочинниця, де зустрічає принца Джеймса при спробі його пограбувати. Разом вони повертають награбоване і під час подорожі закохуються одне в одного, але він повертається до своєї нареченої — принцеси Ебігейл. Після ряду подій Білосніжка переїжджає до семи гномам, де згодом випиває зілля, щоб не відчувати серцевий біль. Це змінює її повністю, адже в її серці більше немає любові, взагалі. Вона стає злою, грубою і запальною, але Принц цілує її, повернувши любов в її серці, і Білосніжка знову стає колишньою. Проте, парі пізніше довелося розлучитися, коли Зла Королева бере в полон Прекрасного Принца. В обмін на життя Джеймса, Сніжка їсть яблуко від Королеви, яке містить Закляття Вічного Сну. Коли Джеймс виривається на свободу і знаходить Білосніжку, вона вже заснула Вічним Сном. Але поцілунок істинної любові Принца пробуджує її від сну. Згодом ці двоє грають весілля, хоча Королева Реджина прибуває на церемонію і оголошує, що вона накладе прокляття на все, що їм дорого, щоб зруйнувати їхнє щастя, «навіть якщо це буде останнє що, вона зробить». Білосніжка дізнається про вагітність, і вони з Принцом шукають спосіб захистити дитину від Реджини. Пізніше народжується Емма, і прокляття вступає в силу. Щоб захистити дочку від прокляття, Білосніжка просить Принца поклали їх новонароджене дитя в чарівну шафу, яка в підсумку перенесла Емму в США, у Бостон. У Сторібрук Мері Маргарет Бланшар — добросерда вчителька початкової школи. Вона — улюблена вчителька Генрі, і, бажаючи допомогти хлопчикові, вона дає йому книгу казок. Мері працювала волонтером в лікарні, і коли Девід Нолан (Прекрасний Принц) прокидається, між ними виникає зв'язок, незважаючи на його амнезію і його шлюб з Кетрін Нолан. Незабаром вона йде з лікарні через страждання, які їй завдає спостереження за життям Девіда. Пізніше Мері і Девід починають зустрічатися. Коли таємниця їхнього роману розкривається, Мері Маргарет стає ізгоєм у місті. Вона пізніше повторно прийнята жителями міста після того, як допомагає місцевому жіночому монастирю оплатити його оренду. Реджина підставляє Мері Маргарет у вбивстві Кетрін. Емма була впевнена в невинності подруги, і коли Мері намагається втекти з міста, каже, що не дозволить рідній людині сісти в тюрму за те, що вона не вчиняла. За день до суду Кетрін знаходять живою, і всі звинувачення з Мері Маргарет знімають. Відносини Мері Маргарет з Девідом стають напруженими, так як він не вірив, що вона невинна. Зрештою, він вирішує залишити Сторібрук. Але цього дня прокляття руйнується, і він повертається назад до Мері Маргарет, вже знаючи, що він Прекрасний Принц, а вона Білосніжка. Після зняття прокляття Мері Маргарет возз'єднується з Прекрасним і Еммою, тільки щоб бути з Еммою, кидається в портал, який веде назад в Зачарований Ліс. Там вони зустрічають принцесу Аврору і Мулан, які приводять їх в невелике село, яке було незайманним прокляттям, і кидають їх у імпровізовану в'язницю, де вони зустрічають матір Реджини — Кору. Вони повертаються назад в Сторібрук через портал, створений за допомогою золи від чарівного шафи. У Сторібрук Кора і Реджина об'єднують зусилля і намагаються отримати владу, намагаючись вбити містера Голда. Мері Маргарет, Девід, Емма і Ніл намагаються врятувати його життя. Мері Маргарет починає сумніватися, що добре серце завжди переможе темряву і вирішує вбити Кору за допомогою чарівної свічки, яка зцілює одного, натомість убивши іншого. Згодом Снєжка гірко шкодує про скоєне, але змінити вже нічого не можна. Кора вмирає. Білосніжка благає Реджіну вбити її, коли вона більше не може справлятися з виною в смерті людини. Реджина вириває їй серце і насміхається над нею, показуючи ураженій Снєжці її серце, що починає чорніти. Коли Генрі викрадають Грег Мендел і Тамара і відправляються з ним в Небувалію, Мері Маргарет з Еммою, Девідом, Реджиною, містером Голдом і капітаном Гаком відправляються слідом, щоб врятувати Генрі. У Небувалії Білосніжка більше, ніж де-небудь намагається стати для Емми справжньою матір'ю, але це не просто, тому що в Небувалії ні у кого немає батьків, і це, крім усього іншого, позначається на відносинах матері і доньки. Для того, щоб врятувати батька Генрі, Нілу, який був полоненим в Печері Ехо, Мері Маргарет розповідає Девіду свою саму потаємну таємницю — Білосніжка пропустила все дитинство і дорослішання Емми, тому, коли Генрі буде врятований і всі повернуться в Сторібрук, вона хоче ще один шанс — вона хоче ще одну дитину. Білосніжка була обурена, коли дізналася таємницю Девіда — він тримав у таємниці від неї своє отруєння отрутою «Нічні Кошмари», хоча пізніше прощає його. Після успішного повернення в Сторібрук містер Голд зцілює Девіда. Не зумівши роздобути Генрі для своїх егоїстичних цілей, Пітер Пен викрадає у Реджини Прокляття, яка створила Сторібрук, і накладає його знову, щоб перетворити Сторібрук в Нову Нетландію. В результаті Реджині, як людині, що наклав Прокляття в перший раз, вдається скасувати обидва дії Прокльони. Всі жителі, які народилися не на Землі, повернуться назад у свій світ (незалежно від того, потрапили вони в Сторібрук через дії Прокльони або прибутку самі). Через скасування Прокльони, все що пов'язано зі Сторібрук зникне, включаючи спогади Емми і Генрі. Оскільки Генрі не може залишитися в реальному світі один, Емма вирішує залишитися з ним. Так як Емма — рятівниця, вона може уникнути Прокльони ще раз. Мері Маргарет прощається з Еммою і Генрі, після чого повертається в Зачарований Ліс. Вона вагітна і після повернення в Сторібрук вже на дев'ятому місяці. Незабаром народжується принц Ніл, з яким Білосніжка не може розлучитися. Вона стає новим мером Сторібрук. Раніше всю темряву Емми передала дочці Малефісент — Ліліт, тому що не хоче щоб її дочка віддала себе пітьмі, як сказали Королеви темряви. Тому всіма силами намагається допомогти Еммі в боротьбі з її темрявою. Відправляється з усіма в пекло, щоб врятувати Гака. Ім'я Мері Маргарет Бланшар: «Бланшар» походить з французької слова «blanc», тобто білий. Ім'я «Мері Маргарет» запозичено у реальної жінки, яка, як вважають, була прообразом Білосніжки, на ім'я Марія Софія Маргерета Катаріна Фрайфройлайн фон Ерталь, яка народилася 15 червня 1729 року в Німеччині. |                        | |                        |                                      |                |         |
| «Прекрасний» Принц Девід | Девід Нолан            | Джошуа Даллас (дорослий) Люк Роесслер (дитина)                                                                                         | 1, 2, 3, 4, 5, 6       | 7                                    | 135            | Живий   |
| Принц Девід — голова Військової Ради Зачарованого Лісу, чоловік Білосніжки і батько Емми. Насправді він не королівської крові: він був звичайним пастухом і жив зі своєю матір'ю, поки його брат-близнюк Джеймс усиновлений підлим королем Георгом. Пізніше Джеймс загинув в битві, і Девід зайняв його місце в обмін на процвітання ферми своєї матері. При першій зустрічі з Сніжкою не надто з нею порозумівся, але пізніше між ними спалахнули почуття. Саме заради його порятунку Сніжка з'їла всім відоме отруєне яблуко, але Реджина не хотіла її порятунку, тому відправила Девіда в особливе місце — Безкрайній Ліс, звідки можна вийти. Вибратися звідти йому допоміг Румпельштільцхен, умови угоди були прості: Девід сховає всередині Малефісентове золоте яйце-контейнер з еліксиром любові всередині, а Румпель допоможе йому вибратися і віддасть чарівне кільце, за допомогою якого Девід знайде Білосніжку. Девід завдання виконав. Після порятунку Сніжки вони одружилися. Встиг сховати Емму в чарівній шафі Джепетто прямо перед прокляттям. У Реальному світі став Девідом Ноланом, пацієнтом лікарні, що знаходиться в комі, але потім вийшов з неї. Знову закохався в Сніжку (що стала Мері Маргарет), але ніяк не міг зважитися бути з нею. Після зняття прокляття возз'єднався з дружиною, дочкою і внуком і брав участь у всіх подальших пригоди. |                        | |                        |                                      |                |         |
| Зла Королева | Реджина Міллс          | Лана Паррія (доросла) Ава Акрес (дитина)                                                                                               | 1, 2, 3, 4, 5, 6, 7    | Н/Д                                  | 156            | Жива    |
| Реджина Міллс — крижана і похмуро красива жінка на прізвисько Зла Королева, яка наклала прокляття на Зачарований Ліс через помсту Білосніжці. Бажала помститися їй через смерть своєї Справжньою любові-конюха Деніела, якого вона досі гаряче любить. Через ненавмисну зраду Білосніжки і переконавшись згодом в тому, що для народу вона- чаклунка і гонителька законної спадкоємиці трону, вирішила повністю відповідати стереотипу Злої Королеви, але насправді вона добра і благородна. У Реальному світі є мером Сторібрук і прийомною матір'ю Генрі. Була сповнена рішучості захистити Генрі від спілкування з Еммою. Дізнавшись, ким є Емма, починає всіляко намагатися її скомпрометувати, так як не бажає зняття прокляття. І хоча Емма в результаті вирішує покинути місто, Реджина все ж вирішується дати Еммі пиріг з отруєного яблука, так як розуміє, що Генрі більше ніколи не буде з нею, якщо Емма буде жити. Коли Генрі жертвує собою заради біологічної матері, Емма і Реджина все ж об'єднуються заради його порятунку. У другому сезоні заради Генрі використовує свою магію, щоб повернути Емму і Білосніжку в реальний світ. Це призводить до того, що її відносини з Еммою починають поліпшуватися, хоча легке презирство вона ще деякий час демонструє. У третьому сезоні вони вже показані як близькі подруги. Як і вся інша королівська сім'я, вирушила рятувати Генрі від Пітера Пена. Особисто повернула серце хлопчика на місце, але пізніше потрапила в пастку Пена, який переселився в тіло Генрі. Змогла стримати дію прокляття Пена, повернувши себе та інших в Зачарований Ліс. Пізніше брала участь в битві зі Злою Відьмою Заходу Зелін, яка виявилася її старшою сестрою. В процесі всіх цих пригод у неї зав'язався роман з Робіном Гудом, при цьому вона встигла прив'язатися до його синові Роланду, але в фіналі третього сезону Емма несподівано приносить з минулого його нібито загиблу дружину Меріан, що ускладнює ситуацію … Не дивлячись на взаємну любов, Реджина відпускає Робіна для порятунку Меріан, вони залишають Сторібрук без можливості повернутися. З Еммою встановлюється мир і щось на зразок дружби. Реджина і Генрі починають операцію «Мангуст», суть якої — знайти автора книги казок і написати для вже не Злий королеви щасливий фінал. Через деякий час дізнається від Голда, що дружина Робіна насправді Зеліна в образі Меріен, і відправляється разом зі Свон його визволяти. Але, навіть дізнавшись про вагітність Зелений, від Робіна, не втрачає надії на «хеппі енд», і возз'єднавшись продовжують пошук автора. Після того як Емма врятувала її від мороку, щоб вона знайшла свій «хеппі енд», відчуває себе винною настільки, що використовує свою сестру — Зеліну у порятунку Емми від темряви. Відправляється з усіма в пекло для порятунку Гака. Ім'я Реджина латиною означає «Королева». |                        | |                        |                                      |                |         |
| Генрі Деніел Міллс | Н/Д                    | Джаред Гілмор | 1, 2, 3, 4, 5, 6, 7    | Н/Д                                  | 141            | Живий   |
| Генрі Міллс — син Емми Свон і Ніла Кессіді, якого Емма віддала на усиновлення відразу після народження. Генрі народився в момент відбування Еммою тюремного терміну. Він також онук Білосніжки, Прекрасного Принца і Румпельштільцхена. Він прийомний син Реджини Міллс (Зла Королева), яка знайшла і усиновила його через містера Голда (Румпельштільцхен). Генрі названий на честь батька Реджини, якого їй довелося вбити, щоб активувати прокляття. Генрі отримує свою заповітну книгу казок від свого вчителя Мері Маргарет Бланшар (Білосніжка) і виявляє, що жителі Сторібрук — персонажі з книги, помітивши, що він є єдиним в місті, хто дорослішає. Саме усвідомлення ним того, що Реджина і є Зла Королева, змушує Реджину відправити його на чергові сеанси терапії з доктором Арчі Гоппером. Сподіваючись зруйнувати прокляття і дізнатися, чому він був відправлений на усиновлення, Генрі знаходить свою біологічну матір Емму Свон в Бостоні і хитрістю привозить її в Сторібрук. Врешті-решт він переконує Емму в своїй правоті, з'ївши пиріг, приготований Реджиною для Емми з яблука, яким вона колись отруїла Білосніжку. Через те, що магія в Сторібрук непередбачувана для жителів «цього світу» (Емма народилася в Зачарованому Лісі, тому так само вважається прийшла з іншого світу), Генрі, замість того, щоб заснути Вічним Сном, ледь не помер. Коли Емма і Реджина приходять до нього в лікарню, лікарі вже діагностують смерть хлопчика. Проте, він прокинувся завдяки поцілунку Справжньої любові своєї матері Емми. Коли Емма, прощаючись, цілує його в лоб, вона не тільки пробуджує Генрі від Сну, але також руйнує прокляття. Після того, як прокляття впало, Емма і Мері Маргарет втягнуті в портал, залишивши діда Девіда (Прекрасного Принца) наглядати за ним. Спочатку Реджина відмовляється відпустити Генрі, поки вона не розуміє, що не хоче, щоб Генрі відчув те ж, що і вона в молодості, коли її мати позбавляла Реджіну права вибору в житті. Після смерті Кори Реджина пообіцяла помститися Мері Маргарет, намагаючись її вбити. Хотіла активувати «Закляття Прихильності» і накласти його на Генрі, але хлопчикові вдалося переконати свою прийомну матір не використовувати його. В результаті Реджина спалює сувій, на якому написано закляття. Пізніше Реджина вирішує знищити Сторібрук, використавши «тригер-скасування», а сама разом з Генрі відправитися в Зачарований Ліс. Однак Грег Мендел і Тамара викрадають у неї «тригер» і за допомогою кірки гномів активують процес знищення Сторібрук. Емма і Реджина зруйнували «тригер», щоб врятувати місто. Але в цей час Грег і Тамара викрадають Генрі і переносяться в Небувалію, де з'ясовується, що Пітер Пен хоче заволодіти Генрі, так як він володіє «Серцем Істинно Віруючого». Генрі думає, що рятує Небувалію, хоча насправді Пітер Пен хоче врятувати лише своє життя. Повернувши своє серце за допомогою сім'ї, Генрі з усіма повертається в Сторібрук. Після закляття Зеліни Генрі і Емма залишають місто, втрачаючи спогадів про все, що стосується магії. Через рік, повернувши пам'ять, продовжує жити з родиною в Сторібрук. Допомагає Реджині в операції Мангуст з пошуку автора книги казок. Допомагає Еммі в битві з її темною стороною, а також знаходить перше кохання в п'ятому сезоні — Вайолет. Автором акварелей, якими намальовані ілюстрації в книзі казок Генрі, є португальський художник Жоао Лемос, який малює комікси для компанії Marvel. |                        | |                        |                                      |                |         |
| Румпельштільцхен/Крокодил/Чудовисько | Містер Ґолд/Вівер      | Роберт Карлайл (дорослий) Вайт Олефф (дитина)                                                                                          | 1, 2, 3, 4, 5, 6       | Н/Д                                  | 156            | Мертвий |
| Румпельштільцхен або Містер Голд — власник міста Сторібрук, багатий городянин і власник ломбарду. Допоміг побудувати Сторібрук. Як у казці, так і в реальності, завжди укладає з усіма угоди, коли його просять про допомогу. У минулому найсильніший Темний маг (не рахуючи Зелену,), що перевершує в могутність навіть Злу Королеву. Згадав свою особистість Темного мага, коли почув ім'я — Емма. Закоханий в Белль (Красуню). Проте, часто обманює її. Пізніше одружується на Белль, але вона його керує кинджалом, з'ясовуючи, що він знову обдурив її, і наказує покинути Сторібрук, визнаючи свою поразку в битві з його темною стороною. Витягуючи темряву з Румпельштільцхена (він був на межі смерті), він незабаром прокидається у владі Темної Свон. Темна за допомогою Меріди зробила з нього героя, і він витягнув Екскалібур з каменю, кажучи що Емма зробила величезну помилку. Його вигляд є підсвідомістю Емми, яке переконує її перейти на темну сторону. Коли дізнається, що всі можуть загинути, щиро відпускає Белль за межі міста, щоб вона знайшла своє щастя. Румпель став героєм, але знайшовши шанс знову стати Темним, не упустив його і знову обдурив Белль і також убив Гака. Відправляється з усіма в пекло. За основу персонажа узятий головний герой казки братів Грімм «Румпельштільцхен». А також Чудовисько, головний герой казки «Красуня і чудовисько» і один з головних героїв казок про «Пітера Пена» — Крокодил. В одній із серій постає перед глядачами в образі хресної Попелюшки. Кинджал Румпельштільцхена — У багатьох магічних культурах, якщо дізнатися справжнє ім'я, то можна отримати повну владу над людиною або предметом, яким воно належить. Той, хто володіє кинджалом Темного мага, знаходить повну владу над нинішнім Темним магом (Румпельштільцхеном) і в праві наказувати йому все, що завгодно. Ім'я Містер Голд — Румпельштільцхен пряв з соломи золото (голд — gold). Це так само натяк на його багатство — в Сторібрук містер Голд найбагатша людина. Белфаєр і Темний Маг натхненні циклом Роберта Джордана «Колесо Часу». |                        | |                        |                                      |                |         |
| Цвіркун | Доктор Арчі Гоппер     | Рафаєль Сбардж (дорослий) Морган Рофф (підліток) Адам Янг (дитина)                                                                     | 1                      | 2, 3, 4, 5, 6                        | 47             | Живий   |
| Цвіркунець чи Цвіркун Джимані — цвіркун з казки Піноккіо, член Військової Ради Зачарованого Лісу. Є сином шахраїв. Джимані бажає жити чесним життям, але він занадто безвольний, щоб залишити свою сім'ю. Джимані отримує зілля Румпельштільцхена, яке звільнить його від батьків, але його батьки підмінили флакони, і він дає зілля молодій парі, яка перетворюється в пару ляльок. Він загадує бажання на падаючу зірку в надії, що пара перетвориться назад в людей. На силу його надії відгукнулася і з'явилася Блакитна Фея, яка говорить йому, що вона не може скасувати дію чар Румпельштільцхена. Вона запитує Джимані, якби не його батьки, чого б він хотів. У підсумку вона перетворює його в Цвіркуна. Тепер він вільний від своїх батьків і може направляти сина тієї пари — Джеппетто.За словами Блакитний Феї, Джиміні проживе стільки років, скільки хлопчикові буде потрібно. Будучи цвіркунів, він прожив кілька десятиліть, до самої старості Джеппетто, а також допомагав і наставляв маленького Піноккіо, перш ніж його, як і всіх, наздогнало Прокляття Злий Королеви. У Сторібрук він доктор Арчі Гоппер, головний психотерапевт міста. У нього є найкращий друг Марко (Джеппетто). Арчі найняла Реджина Міллс (Зла Королева), щоб переконати її прийомного сина Генрі, що його ідеї про прокляття і істинної особистості жителів Сторібрук — брехня. Реджина загрожує йому і, хоча це порушує його «принципи совісті», він змушений сказати Генрі, що його фантазії — це брехня, і вони переростають в психоз, через що Генрі мало не загинув. Арчі розповідає Генрі, що він хоче бути вільним, щоб робити те, що, він хоче, і що він жалкує про те, що сказав Генрі про його думки про прокляття. Потім Арчі повстає проти Реджини і загрожує оголосити її, як психотерапевт її сина, непридатною для материнства, якщо вона продовжить втручатися в його сеанси з Генрі. Коли Емма пізніше руйнує Прокляття, він відновлює свої спогади, як Джиміні Крикет.Коли Реджина дала слово Генрі ніколи не застосовувати магію, він провів з Реджиною кілька сеансів, допомагаючи їй жити без магії. Задовго до зняття Прокльони допоміг зрозуміти Реджині, наскільки вона самотня, в результаті це призвело до усиновлення Генрі. Кора пізніше приймає форму її дочки Реджини і викрадає Арчі, маскуючи убитого нею невідомої людини під тіло Арчі, щоб всі думали що Реджина вбила Джиміні. Його знаходить Белль на кораблі капітана Гака, який розраховує катувати Гоппера, щоб дізнатися слабкі місця Румпельштільцхена. Після накладення Пітером Пеном Прокльону і зняття його Реджиною, повернувся в Зачарований Ліс. Ім'я Арчі Гоппер (Цвіркун Джимані): цвіркуни пересуваються стрибками (Гоппер — hop — стрибок). Іноді також це слово використовується для позначення бункера (hopper — бункер). Так як Лікар Гоппер психотерапевт, йому доводиться дотримуватися «лікарської таємниці», тобто, як «бункер» захист людей, так і Арчі захищає таємниці своїх пацієнтів. Арчі непохитний, коли справа стосується совісті, як і «бункер непохитний перед небезпекою» |                        | |                        |                                      |                |         |
| Мисливець | Шериф Грем Хамберт     | Джеймі Дорнан | 1                      | 2                                    | 9              | Мертвий |
| Мисливець — в Зачарованому Лісі є мисливцем, одинаком і відлюдником, якого виростили вовки. Він вважає, що вовки — його справжня сім'я, і сильно засмучений загибеллю тварин. Він, на думку Злої Королеви Реджини, ідеальний вбивця, і тому був найнятий нею, щоб вбити Білосніжку, але, бачачи її самовідданість, він щадить Білосніжку. Коли він пропонує Королеві серце оленя замість серця її падчерки, вона розуміє, що мисливець обдурив її і вириває його серце. Реджина тримає його в сховище і використовує серце, щоб зробити мисливця своїм рабом. Коли Королева замикає Принца в темниці, Мисливець допомагає йому втекти. Принц просить його піти з ним, але він відповідає, що не може піти, тому що віддав своє серце за життя Білосніжки. Він просить Принца зробити все, щоб його жертва (втрата його серця) не було марним . В Сторібруці він красивий і авторитетний шериф Грем Хамберт. У минулому Сторібрук, шериф Грем допомагає меру Реджині Міллс (Зла Королева) запобігти втечу з міста Курта Флінна і його сина Оуена. Коли Емма Свон прибуває в місто, він є одним з небагатьох жителів, які йдуть безпосередньо проти Реджини. Він зробив Емму своїм заступником. Він і Емма притягуються один до одного, хоча у нього є таємні фізичні стосунки з Реджиною. Емма відчуває себе зрадженою. Поцілувавши Емму, він повертає частину своїх спогадів Мисливця і звертається за порадою до Генрі Міллса, який розповідає йому історію Мисливця зі своєї книги казок. Переконаний в правоті Генрі, він відправляється на пошуки свого серця, яке вкрала Королева. Грем не може знайти своє серце в мавзолеї батька Реджини, але, тим не менш, шериф закінчує свої відносини з Реджиною. Того ж вечора він починає нові відносини з Еммою і завдяки їм повністю відновив свої втрачені спогади. В цей же час уражена Реджина знищує серце Грема. Він помирає на руках Емми, незабаром після того, як згадав, що він Мисливець і подякував за це Еммі. Творці серіалу Едвард Кітсіс і Адам Хоровіц відзначили, що смерть Грема була спочатку запланована. Вона необхідна, щоб довести всю серйозність прокляття накладеного Реджиною на Сторібрук. В одному зі своїх інтерв'ю актор Джеймі Дорнан зізнався, що спочатку він повинен був грати іншого персонажа. Однак, права на використання цього героя так і не були куплені творцями серіалу, і в підсумку Джеймі виконав роль Мисливця з казки про Білосніжку. Едвард Кітсіс пізніше повідомив, що передбачалося, що Дорнан зіграє Шерлока Голмса. |                        | |                        |                                      |                |         |
| Піноккіо | Август Вейн Бут        | Єйон Бейлі (дорослий) Джейкоб Девіс (дитина)                                                                                           | 1                      | 2, 4, 6                              | 22             | Живий   |
| Піноккіо потрапив в цей світ, як і Емма, через шафа-портал. Джеппетто, батько Піннокіо, переконав Блакитну Фею сказати Білосніжці і Принцу, що магії шафи вистачить лише на одну людину, щоб мати можливість відправити через портал Піннокіо, і, таким чином, врятувати його від Прокляття. Причетний до того, що Ніл кинув і підставив Емму. Август переконав Ніла, що тільки так Емма виконає своє призначення як рятівниця. У Реальному світі довго жив поза Сторібруком під ім'ям Августа Вейн Бута і був письменником, поки в середині першого сезону не з'явився в Сторібруці, надавши місту таємничості. До кінця першого сезону з'ясовується, що це він знайшов маленьку Емму і жив з нею деякий час в дитбудинку, коли сам ще був дитиною. Незабаром він залишив Емму і втік з притулку. Це і стало причиною того, що, в той час як годинник Сторібрука знову почали свій хід (час, коли Емма вирішила залишитися в Сторібрук), він починає перетворюватися назад в дерев'яну ляльку і, в підсумку у фіналі першого сезону, стає нерухомою дерев'яної статуєю. у другому сезоні Білосніжка знаходить його в покинутому трейлері посеред лісу, в вигляді живої, але дерев'яної ляльки. Ненадовго був убитий Тамарою, але, оскільки зробив благородний вчинок, Блакитна Фея перетворює його на справжнього живого людини. Магія фей дала Августу другий шанс, перетворивши його в семирічного Піноккіо, яким він був, коли вперше прийшов в цьому світ. Пізніше, в четвертому сезоні був перетворений Королевами темряви назад у дорослого Августа, так як знав корисну інформацію, яка повинна була допомогти в пошуках Автора. Був врятований Еммою, з якої зберіг добрі стосунки, і її батьками з лап Круелли, поки інші були на вилазці. Розповів героям, що Автор заточений в вирваною сторінці, на якій була зображена лише старі двері, знайденої Реджиною в речах Августа, з дозволу Джеппетто, чому не мало допоміг команді в пошуках.. Маленький Піноккіо не пам'ятає себе як Августа Вейна Бута. Будучи дитиною, подружився з Генрі. |                        | |                        |                                      |                |         |
| Червона Шапочка | Рубі Лукас             | Меган Орі | 2                      | 1, 3, 5, 6                           | 46             | Жива    |
| Червона Шапочка є перевертнем, тому носить зачарований червоний плащ, що не дає їй перетворюватися. У Реальному світі під ім'ям Рубі працює офіціанткою в кафе своєї бабусі. Стає непокірної і дуже зухвало одягається дівчиною, яка бажає виїхати з міста. У Зачарованому лісі, не знаючи своєї сутності, вбиває людей, а після і коханого. Пізніше допомагає Білосніжці в боротьбі проти Злої Королеви. Є її найкращою подругою. Знаходить свою матір, дізнаючись, що та теж перевертень. Зграя матері допомагає Шапочці навчитися приймати вовка в собі. Пізніше вбиває матір, яка хотіла вбити зі своєю зграєю Білосніжку. У Сторібрук серед людей відчуває себе чужою і йде в зачарований ліс шукати їй подібних. По дорозі приходить в будиночок відьми, яка перетворює її в вовка. Мулан розчаровує її назад і стає її помічником у знаходженні свого щастя. Ім'я Рубі походить від рубіна, який є дорогоцінним каменем, що має криваво-червоний відтінок. |                        | |                        |                                      |                |         |
| Белль | Лейсі Френч            | Емілі де Рейвін | 2, 3, 4, 5, 6          | 1, 7                                 | 117            | Жива    |
| Белль є дочкою сера Моріса, який правив невеликим королівством, якому загрожувала війна з ограми. Коли Румпельштільцхен приходить на заклик про допомогу, він пропонує угоду — за перемогу у війні з ограми він забирає Белль собі як економку. Белль вирішує прийняти угоду, по якій вона назавжди йде з Румпельштільцхеном і ніколи більше не побачить рідних. Після довгого часу, проведеного разом, між Белль і Румпельштільцхеном утворюється романтичний зв'язок. Це триває до тих пір, поки Румпельштільцхен не вирішує відпустити Белль в місто за соломою для своєї золотої прядки. По дорозі вона зустрічає Злу Королеву, яка говорить, що поцілунок Справжньої Любові зруйнує будь-яке прокляття, в тому числі і прокляття Темного Варта. Белль цілує Румпельштільцхена, але той помилково припускає, що вона працює на Королеву, яка бажає позбавити його сил. У люті він проганяє Белль геть. Королева в одному зі своїх майбутніх візитів в замок Румпельштільцхена, каже, що сер Моріс, батько Белль, наказав «очистити її від скверни Темного мага» батогами і різками. В результаті Белль покінчила життя самогубством, ставши ізгоєм у своєму місті. У Сторібруці Белль замкнена Реджиною в міській психіатричній лікарні протягом 28 років, поки діяло прокляття. Пізніше вона звільнена Джефферсоном і знаходить містера Голда (Румпельштільцхен). Коли прокляття впало, зізнається йому в любові, і містер Голд відповідає їй взаємністю. У відповідь Белль цілує його, тепер вона може це зробити, не зашкодивши йому. Белль стоїть поруч з ним, коли він закликає магію в Сторібрук. Румпельштільцхен жадає помсти за тюремне ув'язнення Белль, але вона благає його не вбивати Реджіну, і він погоджується. Він вирішує закликати примар, що пожирає душі людей, щоб помститися Реджині, адже формально Голд обіцяв Белль не вбивати Королеву особисто, значить, чужими руками можна. Коли Белль дізнається про це, вона залишає його. Пізніше вона повертається назад до Румпельштільцхена .Коли Белль побачила, що містер Голд потай від неї знову чаклує, вона зажадала відповіді на питання, чим він займається. Румпельштільцхен не відповів, і Белль вирішила піти з дому. Її викрадає містер Засоби масової інформації, на замовлення її батька Мо Френч. Коли Мо дізнається, що Белль любить Темного мага, вирішує стерти їй пам'ять, навіть якщо вона забуде і свого батька теж, відправивши Белль за межі міста, впевнений, що рятує їй життя, яку рано чи пізно занапастить Румпельштільцхен. За допомогою нюху Рубі Румпельштільцхен і Девід рятують Белль. Містер Голд вирішується на відверту розмову з Белль, пояснивши, навіщо він чаклував в ту ніч. Після цієї розмови Белль і Румпельштільцхен знову возз'єднуються. Коли містер Голд знаходить спосіб подолати бар'єр Сторібрук без втрати пам'яті, Белль підстрелив капітан Крюк, в результаті чого вона падає за кордон і втрачає пам'ять про життя в Зачарованому лісі. У неї залишаються тільки спогади, набуті в Сторібруці. З урахуванням її укладення в лікарні міста, Белль не пам'ятає взагалі нічого до перетину кордону міста, начисто втративши спогади. Містер Голд намагається допомогти Белль згадати себе і всіх, але вона знаходиться в замішанні і потрапляє в лікарню відразу після нападу. У Белль не було «іншої» особистості в Сторібрук, і Реджина, як людина, що з самого початку наклала прокляття, створює нову особистість для Белль. Тепер Белль впевнена, що вона є любителькою барів на ім'я Лейсі Френч, що відверто одягається. На відміну від Белль, яка волала до найкращого, що було в містера Голді, Лейсі притягує все темне в ньому. Пізніше містер Голд дає Лейсі зілля, створене Блакитний Феєю, яке повертає їй спогади Белль. При цьому Белль зовсім не пам'ятає себе як Лейсі. Коли містер Голд, поряд з Еммою Свон, Мері Маргарет, Девідом, Реджиною і капітаном Крюком, відправляється в подорож для порятунку Генрі з Нетландии, Голд дає Белль захисне заклинання, щоб приховати місто Сторібрук від сторонніх очей і знову зробити його невидимим для навколишнього світу. Румпельштільцхен говорить їй, що він, можливо, більше ніколи не повернеться до неї, і що, незважаючи ні на що, він любить її всім серцем. Проте, він стикається з Белль знову в джунглях Небувалії. Вона відповідає йому, що є ілюзією його уяви, яка допомагає йому розібратися в собі. Пізніше з'ясовується, що це була Тінь Пітера Пена, яка прийняла вигляд Белль. У Сторібруці Белль, за допомогою гномів, активувала захисне заклинання. Коли в місто прибула Аріель з посланням від Румпельштільцхена, знаходить для нього «Ящик Пандори», який Аріель успішно доставляє в Небувалію. Після повернення компанії з Небувалії, продовжує жити з Румпелем, поки він не пожертвував собою заради всіх. Після його воскресіння Нілом і поневолення Зеліни, намагається повернути його. Після перемоги над Зеліною Румпель довіряє Белль кинджал, роблячи їй пропозицію. Вона погоджується, і незабаром вони одружуються. Тим часом Румпель обманює її і будує плани щодо позбавлення від кинджала назавжди. Белль з'ясовує, що кинджал, що знаходиться у неї, — фальшивка. Вона знаходить справжній і наказує Голду не роздавити серце Кілліана, після чого виганяє його за межі міста, визнаючи, що він чудовисько. Мала не тривалі відносини з Вілом Скарлетт, але в серці зберегла любов до Румпеля, навіть після вигнання і проголошення чудовиськом. Після вигнання пітьми з Румпеля отримує від Блакитної феї троянду, яка показує чи живий Румпель. Допомогла Меріді взяти вгору над кланом Данброш, врятувати її братів і знайти віру у себе. Ім'я Белль в перекладі з французької означає «Красуня». |                        | |                        |                                      |                |         |
| Капітан Кілліан «Гак» Джонс | Н/Д                    | Колін О'Донох'ю (дорослий) Олівер Белл (дитина)                                                                                        | 3, 4, 5, 6, 7          | 2                                    | 130            | Живий   |
| Капітан Кілліан «Гак» Джонс — в даний час є благородним піратом, родом з Англії, який втратив руку і свою кохану через Румпельштільцхіна і бажаючий йому за це помститися. У дитинстві батько кинув його з братом, продавши їх в рабство. Він провів багато часу в Небувалії. Кілліана кинув батько перед самим відплиттям, і пізніше він дізнається, що його батько був дезертиром. Його виростив старший брат Ліам, з яким вони довгий час разом служили у військово-морському флоті місцевого Короля. Після смерті брата розчарований в Королеві Кілліан став піратом. Чотири роки потому Кілліан Джонс зустрічає кохання всього свого життя — Мілу. Він змушує її чоловіка, боягуза Румпельштільцхена, битися за неї і отримує перемогу. Кілліан і Міла відпливають. Через 10 років доля зводить їх знову, коли Румпель став Темним. Румпель убиває свою колишню дружину і відрубує піратові ліву руку. Так капітан здобув гак і нове прізвисько. Він присягається помститися Румпелеві і жадає знайти спосіб убити Темного. Він відправляється в Небувалію і наступні 150 років виконує різні доручення Пітера Пена, інколи буваючи в Зачарованому Лісі. Реджина наказала вбити йому її мати і зробила перевірку, при якій він повинен був убити свого батька. Кілліан спочатку хотів залишити його в живих і прогнати в далеке місце, де б всі вважали його батька мертвим, але після того, як він дізнався, що він їх з братом проміняв на свого третього сина і теж назвав його Ліамом, Гак убиває його. Пізніше зазнає нападу від свого наймолодшого брата Ліама ІІ на кораблі капітана Немо, який запросив капітана Гака в свою морську сім'ю. Щоб помститися Румпельштільцхену та потрапити в Замлю Без Магії, він надовго об'єднався з Корою, матір'ю Реджини. У Сторібруку він поранив Белль, через що та втратила пам'ять. В кінцевому підсумку він розуміє, що сам стає схожий на Румпельштільцхена і відмовляється від помсти. Разом з Еммою, Реджиною, Білосніжкою і Принцом подорожує по Небувалії в пошуках Генрі. Поступово він знаходить в собі хороші риси і закохується в Емму, хоча думав, що після Міли більше не зможе полюбити когось. Тоді він починає добиватися Емми, та повернення Белфаєра стає на заваді подальшим спробам завоювати Емму. Тим часом Емма та Генрі змушені забути про магію, а інші жителі Сторібруку — повернутися в Зачарований Ліс. Коли Емма, позбавлена спогадів, живе в Нью-Йорку, він віддає найдорожче, що у нього є — свій корабель Веселий Роджер, щоб потрапити в Реальний світ та нагадати Еммі про її батьків та магію. Зелена дізнається, що Гак любить Емму, і набувши вигляду Аріель, змушує Кілліана присягнути на Еммі Свон, таким чином піддається закляттю — перший же його поцілунок позбавить Емму магії. Незважаючи на це, коли Гак тоне, Емма рятує його штучним диханням і втрачає магію. Кілліан переживає з Еммою мандрівку в часі та розповідає їй, якою ціною він повернувся в Реальний світ, і у них зав'язується роман. Кілліан просить у Голда повернути йому відрубану руку, але незабаром розуміє, що знову стає кровожерливим піратом і повертає руку Голду (хоча насправді рука була до цього непричетна). Голд вириває у нього серце і маніпулює ним, щоб той робив за нього всю брудну роботу. Пізніше Емма повертає Кілліанове серце. Жадає допомогти Еммі і розкопати правду про те, що сталося в Камелоті. Після того як дізнається, що він Темний, хоче знищити весь світ, але в останню секунду забирає всю тьму в себе і вбиває себе, тим самим знищуючи темряву (потім виявилося що вся темрява перейшла в Румпеля і його жертва була марною). Емма і герої відправляються в Підземний світ, щоб повернути його до живих. Але цього їм зробити не вдається і вони повертаються в світ живих без нього. Та незабаром Гак допомагає знищити бога смерті Аїда, за що Зевс винагороджує його і повертає до живих. Після цього Емма нарешті робить крок вперед в їхніх стосунках та запрошує Кілліана переїхати в їх з Генрі будинок. Кілліан продовжує брати участь в усіх пригодах королівської сім'ї Принца та Білосніжки. Коли виявляється, що Еммі загрожує смертельна небезпека, і єдиний спосіб її врятувати — відрізати її нитку долі золотими ножицями, Гак таємно від усіх зберігає ножиці в себе, про всяк випадок. Після викриття свого вчинку він все-таки топить їх в морі. Тоді допомагає Девіду дізнатися правду про смерть його батька та отримує благословення на одруження з Еммою. Після цього розуміє, що виконавцем страти був він — капітан Гак — тож він змушений відкласти пропозицію. Після того, як Емма знаходить обручку і змушує його стати на коліно, Кілліан вдруге викритий Еммою, цього разу вона звинувачує його у приховуванні правди про смерть батька Девіда. Емма віддає обручку, а Гак йде на корабель Немо, щоб віднайти себе колишнього. Щасливий кінець Злої Королеви змушує його змінити рішення, та через втручання Гідеона, Гак застрягає на Наутилусі. Він опиняється в Зачарованому Лісі, а згодом в Аграбі, і зв'язується з Еммою за допомогою мушлі. |                        | |                        |                                      |                |         |
| Белфаєр | Ніл Кессіді            | Майкл Реймонд-Джеймс (дорослий) Ділан Шмід (підліток) Брендон Спінк (підліток) Себастьян Вілкінсон (дитина) Дін Петрі (молодша дитина) | 3                      | 1, 2, 5                              | 31             | Мертвий |
| Белфаєр (Бей) — син Румпельштільцхена. Провів кілька століть в Небувалії. На Землі його ім'я Ніл Кессіді, він давній коханий Емми і батько Генрі. Деякий час був заручений з Тамарою. В кінці другого сезону впав пораненим в портал і знову опинився в Зачарованому Лісі. За допомогою Мулан, Аврори і Філіпа оговтався від ран. Разом з Мулан відправився в замок свого батька. Завдяки Робін Гуду і артефактів, знайдених в Темному Замку, дізнається, що Емма в Небувалії шукає Генрі. Завдяки синові Робіна Гуда викликав Тінь і на ній дістався до Небувалії, щоб допомогти з порятунком Генрі. У Небувалії став бранцем Пітера Пена. Після другого закляття, повернувшись в Зачарований Ліс, разом з Белль намагається знайти спосіб оживити батька. Але зливається з ним в одне ціле і пізніше вмирає. Белфаєр і Темний Маг натхненні циклом Роберта Джордана «Колесо Часу». |                        | |                        |                                      |                |         |
| Вілл Скарлет/Червоний Валет/Білий Король | Н/Д                    | Майкл Сока | 4                      | Н/Д                                  | 15             | Живий   |
| Вілл Скарлет — член клану розбійників Робіна Гуда. У минулому був знайомий з ним ще в країні Оз. Брат Пенелопи Скарлет і Справжня Любов Анастасії. Деякий час зустрічався з Белль. |                        | |                        |                                      |                |         |
| Зелена/Зла відьма Заходу | Н/Д                    | Ребекка Мейдер (доросла) Ізабелла Блейк Томас (дитина)                                                                                 | 5, 7                   | 3, 4, 5, 6                           | 67             | Жива    |
| Зелена є дочкою Кори і старша зведена сестра Реджини. Від народження вона володіє геніальним талантом до магії. Стала наймогучнішою відьмою всіх світів, що зуміла підкорити навіть Румпельштільцхена і зробити його своїм бойовим тілом. Має смарагдовий кулон, який зберігає її магію і дає незламну силу. Шкіра її нерідко приймає яскраво-зелений відтінок від почуття заздрості. Все життя вона прожила в країні Оз. Намагалася помститися Реджині за її, як вона вважала, «щастя». Прийнявши вигляд Меріан, тривалий час обманом прожила з Робіном і завагітніла від нього в надії насолити Королеві. Хотіла з дитиною втекти в Оз, але Реджина, не допустивши цього, за допомогою її магії вирушила до Емми. Обманює Білосніжку і приєднується до Артура, зробивши Мерліна слугою Артура. Згодом, втім, Велика Відьма дещо змінилася і примирилася з сестрою. Відтепер вони не смертельні вороги. Трагедія Зелени, заснована на її юності і характері. З дитинства прийомний батько не любив її прояви магії і вселяв дівчині, що вона вигнанець серед звичайних людей. Зелена вирушила з горя до Чарівника Оз, де і дізналася таємницю свого походження. Зустріч з румпелем і навчання у нього дали їй впевненість у собі і розуміння, що вона нормальна людина, але разом і переконали в тому, що вона не потрібна навіть вчителю в ролі виконавця Темного закляття. Зелена намагалася знайти довіру і дружбу у трьох відьом на батьківщині, отримавши від них смарагдовий кулон, але тут-то її і підвів характер. Вона була фаталістка і, прочитавши в «Книзі Доль» про те, що найсильніша чародійка здолає найбільше зло, яке знав цей світ, загордився такої оголосив недавно в країні Оз дівчинку Дороті, а в ролі «зла» — саму себе. Глінді хотіла переконати її, але не змогла. Так старша дочка Кори розчарувалася абсолютно в можливості стати чарівницею світла і ступила на шлях мороку. Єдиним її другом, соратником і помічником став перетворений в Крилач Волш. З роками Зелена стала фактично всемогутньою, але бажане щастя так і не знайшла. |                        | |                        |                                      |                |         |
| Робін Гуд | Н/Д                    | Шон Магуайр Том Елліс (Перша поява) | 5                      | 2, 3, 4, 6                           | 57             | Мертвий |
| Робін Гуд — знаменитий розбійник. Є лучником, який вривається в замок Румпельштільцхена, щоб вкрасти чарівну паличку. Румпельштільцхен полонить його і катує з наміром жорстоко вбити за те, що він намагався обікрасти Темного мага, але, перш ніж він встигає зробити це, Белль звільняє його. Робін Гуд намагається переконати Белль бігти з ним, але вона відмовляється, згадавши угоду і свою обіцянку служити Румпельштільцхену. Як покарання за його звільнення Румпельштільцхен бере Белль з собою, щоб вбити Робіна Гуда у неї на очах. У Шервудському Лісі він знаходить його поруч з вагітною і смертельно хворою леді Меріан. Белль переконує Румпельштільцхена не залишати дитину сиротою. І він, згадавши свого сина, навмисно промахується з лука, залишаючи Робіна Гуда і Меріан в живих, змушуючи їх бігти з Шервудского Лісу. При пошуку речі, що належить Румпельштільцхену, Ніл і Мулан відправляються в Темний Замок, де зустрічають Робіна Гуда. Він каже, що він зобов'язаний батькові Нілу/ Бея «борг життя», і тому Робін захищає Замок Румпельштільцхена і те, що в ньому залишилося. Дізнавшись, що Ніл — син Румпельштільцхена, дозволяє Нілу знайти в Замку те що йому потрібно. У Робіна Гуда є татуювання у вигляді герба з левом на зап'ясті. Така ж, як у людини, на якого фея Дінь-Дінь вказала Реджині як на нібито Істинну Любов Злої Королеви. Після руйнування другого прокляття, накладеного Білосніжкою, починає зустрічатися з Реджиною. У фіналі третього сезону Емма рятує і, щоб не порушити хід подій, бере з собою з минулого жінку, яка виявляється Меріан. Назріває любовний трикутник, Робін визнається в тому, що вже не любить Меріан, і його серце належить Реджині, але як людина честі, не кине дружину. Відносини Робіна і Реджини вже були схвалені Меріан, коли її серце стало замерзати. Щоб врятувати дружину, Робін з нею і сином залишає Сторібрук без можливості повернутися і прощається з Реджиною. Незабаром Реджина їде на його пошуки, щоб попередити про Зеліну і після Робін повертається до Реджини разом з Зеліною і дитиною в її животі від нього. Однак Реджину цю, не краплі не ображає. Навпаки, вона знову з ним возз'єднується. З усіма відправляється в пекло. Убитий Аїдом рятуючи Реджину. |                        | |                        |                                      |                |         |

## Другорядні герої
| Ім'я в Казковому світі | Ім'я в Реальному світі       | Актор                                                             | Другорядна роль в сезонах | Гостьова роль в сезонах | К-сть епізодів | Статус  |
| --- | ---------------------------- | ----------------------------------------------------------------- | ------------------------- | ----------------------- | -------------- | ------- |
| Сім гномів |                              |                                                                   |                           |                         |                |         |
| Сім гномів являють собою групу шахтарів, чиї імена відображають їх головні риси особистості. До смерті Тихоні гномів було вісім. Вони хороші друзі Білосніжки і Прекрасного Принца. Дозволили Білосніжці жити з ними, коли вона тікала від Злої Королеви. |                              |                                                                   |                           |                         |                |         |
| Мрійник/Буркотун | Лерой                        | Лі Аренберг                                                       | 1, 2, 3, 4, 5, 6          | Н/Д                     | 47             | Живий   |
| Буркотун — член Військової ради Зачарованого Лісу, гном і головний баламут в Сторібруці. Трохи грубуватий і прямолінійний; ймовірно керує побратимами. Коли був Мрійником, закохався в Фею Нову / Сестру Астрід, після того, як Мрійник дізнався, що Нова може втратити свої крила після їх запланованої спільної втечі, відмовляється від втечі і від неї (через це стає буркотун). У Реальному світі-різноробочий. Будучи Лероєм, допомагає Астрід розпродати свічки і оплатити оренду монахиням. |                              |                                                                   |                           |                         |                |         |
| Апчхик | Том Кларк                    | Гейб Наут                                                         | 1, 2, 3, 4, 5, 6          | Н/Д                     | 30             | Живий   |
| Апчхик отримав своє ім'я, тому що постійно чхає. У Сторібруці власник аптеки «Темна Зірка». Після падіння прокляття Апчхик приєднується до інших гномів в експерименті по з'ясуванню, чому жителі Сторібруку не повернулися в Зачарований Ліс і що буде з тими, хто намагається покинути місто. Апчхик перетинає кордон міста і втрачає свої спогади про своє минуле життя знову. Він знову забув, що він гном і пам'ятає лише те, що він власник аптеки Том Кларк. Пізніше Блакитна Фея створює зілля, за допомогою якого він відновлює свої спогади. |                              |                                                                   |                           |                         |                |         |
| Мудрик | Н/Д                          | Девід-Пол Гроув                                                   | 1, 2, 3, 4, 5             | Н/Д                     | 35             | Живий   |
| Мудрик— отримав своє ім'я за свій розум. Приймає пологи Білосніжки і допомагає Еммі з'явитися на світло. |                              |                                                                   |                           |                         |                |         |
| Сонько | Волтер                       | Фаустіно Ді Бауда                                                 | 1, 2, 3, 4, 5, 6          | Н/Д                     | 34             | Живий   |
| Сонько отримав своє ім'я, тому що завжди хоче спати і постійно позіхає. У Сторібруці під ім'ям Волтер працює охоронцем в лікарні і іноді засинає на роботі. |                              |                                                                   |                           |                         |                |         |
| Скромник | Н/Д                          | Міг Макаріо                                                       | 1, 2, 3, 4, 5             | Н/Д                     | 32             | Живий   |
| Скромник отримав своє ім'я за свій скромний характер. |                              |                                                                   |                           |                         |                |         |
| Веселун | Н/Д                          | Майкл Колман                                                      | 1, 2, 3, 4, 5             | Н/Д                     | 31             | Живий   |
| Веселун отримав своє ім'я, тому що завжди веселий, на його обличчі по життю сяє усмішка. |                              |                                                                   |                           |                         |                |         |
| Простачок | Н/Д                          | Джеффрі Кайзер                                                    | 1, 2, 3, 4, 5             | Н/Д                     | 29             | Живий   |
| Простачок отримав своє ім'я за свій простий і легкий у спілкуванні характер. |                              |                                                                   |                           |                         |                |         |
| Вдова Лукас/Бабуся | Бабуся                       | Беверлі Елліотт                                                   | 1, 2, 3, 4, 5, 6          | Н/Д                     | 44             | Жива    |
| Бабуся або Вдова Лукас відмінно стріляє з арбалета і має залишкові здатності перевертня. Сувора і бойова, досить хитра. У Сторібруці має готель-кафе «У Бабусі». У неї проблеми зі здоров'ям. Є внучка Рубі (Червона шапочка), яку ці проблеми утримують від переїзду в інше місто. У Сторібруці, як і в Зачарованому лісі, її прізвище Лукас і вона вдова. Її чоловік, дід Рубі, був перевертнем (його вбили за перевертнування жителі села), і ще в молодості в вовчому образі несвідомо убив всіх її братів і поранив її саму, від чого у неї залишився шрам кігтів на пів-руки і чудовий вовчий нюх, який не раз допомагав сторібрукцям. У п'ятому сезоні відправляється з усіма в Камелот. |                              |                                                                   |                           |                         |                |         |
| Блакитна Фея | Рул Горм / Мати-Настоятелька | Кіган Коннор Трейсі                                               | 1, 2, 3, 4, 5, 6          | Н/Д                     | 26             | Жива    |
| Блакитна Фея безсмертна і є найстарішим жителем Зачарованого Лісу. На момент перетворення Румпельштільцхена в Темній Варті, вона вже стояла на чолі Фей. З огляду на нинішній вік Румпельштільцхена, їй повинно бути значно більше за 300 років. Зазвичай з'являється перед людьми, якщо вони загадують бажання на синю зірку. Менш могутня, ніж Кора. У Сторібруці як Мати-Настоятелька очолює чернечий прихід, в якому всі черниці колишні Феї. Пізніше на годину загинула від тіні Пітера Пена і ожила після її смерті. Була заточена в капелюх чарівника разом з усіма іншими черницями-феями Румпельштільцхеном, який діяв через Гака викравши його серце. Продюсери серіалу пропонували роль Блакитний Феї відомій співачці Леді Газі, але від її менеджера відповіді так і не надійшло. |                              |                                                                   |                           |                         |                |         |
| Доктор Віктор Франкенштейн | Доктор Вейл                  | Девід Андерс                                                      | 1, 2, 3, 5, 6             | Н/Д                     | 14             | Живий   |
| Доктор Віктор Франкенштейн прибув не з Зачарованого Лісу. Особливість його рідного світу полягає в тому, що в ньому майже повністю відсутні кольори, його світ схожий на чорно-біле кіно, заснований не на казках і фентезі, як Зачарований Ліс, а на «бульварних жахи» і їх екранізаціях. За словами Румпельштільцхена, магія в тому світі знаходиться на жалюгідному примітивному рівні, відповідно до домінуючої роллі науки над магією. Віктор народився в неназваній мілітаризованій країні, відповідній Німеччини кінця XIX-початку XX ст. Намагався оживити улюбленого брата за допомогою своїх експериментів, але спроба провалилася. Його «чудовисько» представляє з себе класичного зомбі. У Сторібруку став докторем Вейлом, лікарем місцевої лікарні. Після зняття прокляття намагався оживити нареченого Реджини, але знову невдало. Упереджений до алкоголю і складався в швидкоплинних відносинах з Мері Маргарет. |                              |                                                                   |                           |                         |                |         |
| Джеппетто | Марко                        | Тоні Амедола (дорослий) Майкл Штрусієвічі (дитина)                | 1, 2, 3, 4                | Н/Д                     | 11             | Живий   |
| Джеппетто — майстер-столяр з казки Карло Коллоді «Пригоди Піноккіо. Історія дерев'яної ляльки». Коли вони бігли на плоту з черева гігантського кита, Джепетто і Піноккіо потрапили в бурю, де потім були викинуті на береги Зачарованого Лісу. Блакитна Фея подарувала Піноккіо вигляд людини, за всю ту хоробрість, що він проявив заради батька. Коли Військова Рада вирішила зробити Чарівну Шафу, Джепетто навмисно переконав Блакитну Фею сказати Білосніжці і Принцу, що магії шафи вистачить тільки на одну людину, щоб мати можливість відправити через портал Піннокіо, і таким чином врятувати його від Прокляття. Джимміні протестував проти плану Джепетто, але той у відповідь нагадав про його батьків, перетворених з вини Джимміні в ляльок. У Сторібруці, Джепетто залишається майстром по дереву, але тепер його звуть Марко (можлива алюзія на Тата Карло з повісті-казки Олексія Миколайовича Толстого «Золотий ключик, або Пригоди Буратіно»). Також страждає від того, що у нього немає дітей (дружина давно померла). На короткий термін зустрічається з дорослішим Піноккіо, Августом Вейном Бутом, поки той не перетворюється в дерев'яну статую. На початку другого сезону знаходить номер Августа, де знаходить тільки шапочку Піноккіо. Пізніше, коли Август знову стає дитиною, забуваючи доросле життя, у Марко з'являється шанс почати все з початку. Надає речі дорослого Піноккіо Реджині, щоб допомогти і зробити внесок в пошуки Автора. |                              |                                                                   |                           |                         |                |         |
| Малефісента | Н/Д                          | Христина Бавер                                                    | 4                         | 1, 2                    | 12             | Жива    |
| Малефісента — лиходійка з казки «Спляча красуня». Власниця Темного прокляття Вічного сну. У Зачарованому Лісі мстилася Принцесі Аврорі, а до цього була ворогом матері Аврори. Її вихованцем є ручний поні. У Сторібруці Реджина наклала на неї особливе прокляття, його суть полягала в тому, щоб Малефісента стала Стражем якогось тайника. Як наслідок, через прокляття її не можна остаточно вбити. Довгий час насильно перебувала в образі Дракона. Після того, як її перемогла Емма, фактично вбивши її драконівську форму, знаходиться в образі середньому між людиною і драконом, стаючи нежиттю. За своїм виглядом нагадує зомбі. Відроджена Круеллою і Урсулою в другій половині четвертого сезону. Відомо, що через подружжя Прекрасних втратила дитину, якій, як виявилося, є стара подруга Емми — Ліліт. Отримавши Ліліт назад, приєднується до команди «добрих». |                              |                                                                   |                           |                         |                |         |
| Принц Генрі | Н/Д                          | Тоні Перес (немолодий) Зак Сантьяго (дорослий)                    | 1, 2, 5, 6                | 4                       | 7              | Мертвий |
| Принц Генрі — батько Реджини. Дуже простодушний, великодушний і мудрий. Одружився з Корою, після того як вона довела, що вміє прясти з соломи золото. Служив камердинером в замку дочки. Був вбитий Реджиною, щоб активувати Прокляття, яке перенесло всіх жителів Зачарованого Лісу в Сторібрук. Незважаючи ні на що, дуже любить свою дочку. Реджина допомогла перейти йому в рай, коли здійснила подвиг, що тримала його душу в чистилищі |                              |                                                                   |                           |                         |                |         |
| Джин з Аграби/Чарівне Дзеркало | Сідні Глас                   | Джанкарло Еспозіто                                                | 1, 4, 5                   | 3                       | 13             | Живий   |
| Джин з Аграби був звільнений з чарівної лампи через доброту чоловіка Реджини Короля Леопольда, за що той пізніше і поплатився, так як наївний джин закохався в його дружину і під її маніпуляціями нацькував змій на Короля. Пізніше, на час, що залишився від короля Леопольда бажання, загадує завжди бути разом з Реджиною, тим самим стає в'язнем її дзеркала, не маючи на увазі дане. У Реальному світі — це репортер газети «Дзеркало» Сідні Гласс. Деякий час, ще до падіння першого закляття, був шпигуном підісланим Реджиною до Емми, щоб втертися до неї в довіру і вивідати необхідну інформацію. Розкрившись, Реджина змушує його взяти всю вину на себе, за що був нею запротореним в камеру. Після звільнення знову стає дзеркалом, тільки вже з волі Реджини і допомагає в пошуках Снігової королеви, а ставши її поплічником звільняється від дзеркала і стає вільним. Ім'я Сідні Гласс: англійською інакше дзеркало називають «looking glass». Газета Сідні Гласса називається «Дзеркало» |                              |                                                                   |                           |                         |                |         |
| Король Георг | Альберт Спенсер              | Алан Дейл                                                         | 1, 6                      | 2                       | 8              | Живий   |
| Король Георг — в Зачарованому Лісі прийомний батько Принца Джеймса / Девіда. Намагався отруїти Білосніжку і зробити її безплідною, причетний до смерті матері Джеймса. У Реальному світі стає прокурором Альбертом Спенсером, і зберігши неприязнь до Сніжки намагається змусити її визнати провину у вбивстві Кетрін. |                              |                                                                   |                           |                         |                |         |
| Джефферсон/Божевільний Капелюшник | Н/Д                          | Себастіан Стен                                                    | 1                         | 2                       | 6              | Живий   |
| Джефферсон — капелюшник і хранитель капелюху через який можна потрапити в інші Магічні світи, в тому числі в Країну Чудес. З вини Реджини застряг на довгий час в Країні Чудес і став Божевільним Шляпником. У Сторібруці стає модельєром і також шиє капелюхи. Він пам'ятає своє життя в Зачарованому Лісі. Змушений спостерігати за своєю дочкою, яка живе в іншій сім'ї, і яка як і всі в Сторібруці забула хто вона, і не відає чия вона донька насправді. Джефферсон не має можливості відкрити їй правду. Саме в цьому полягає його прокляття в Сторібруці. Після падіння Прокляття возз'єднався з дочкою. |                              |                                                                   |                           |                         |                |         |
| Принцеса Абгейл | Кетрін Нолан                 | Анастасія Гриффіт                                                 | 1                         | 3                       | 8              | Жива    |
| Принцеса Абігейл — дочка царя Мідаса, розпещена дівчина. Насправді не так примхлива, бо втратила коханого, який кинувся рятувати її батька і через нього ж випадково перетворився на золоту статую. За допомогою Девіда, який був її нареченим, повертає до життя свого коханого. У Реальному світі Кетрін Нолан, дружина Девіда Нолана. Зникає на час і вважається вбитою, але потім з'являється, нічого не пам'ятаючи. Розлучається з Девідом, відпускаючи його до Мері Маргарет. |                              |                                                                   |                           |                         |                |         |
| Кора/Червона Королева | Н/Д                          | Барбара Герші (немолода) Роуз Макгавен (доросла)                  | 2, 5                      | 1, 3, 4                 | 16             | Мертва  |
| Кора Міллс — мати Реджини, дуже сильна і підступна чарівниця. У Країні Чудес Кора була Червоною Королевою. Кора без серця була жорсткою і безкомпромісною, отруїла королеву Єву, підбудувала порятунок Білосніжки Реджиною і весілля тієї з Леопольдом. Чи не слухала дочка і всіляко домагалася успіху Реджини, вбила її коханого — конюха Деніела, так як він простолюдин і «не пара» Реджині. Дочка мельника, в молодості працювала в трактирі. Повірила королівському садівнику, коли той прикинувся принцом, завагітніла від нього, що завадило їй вийти заміж за принца Леопольда, з яким у них була взаємна симпатія. Народивши, віднесла дочку в кошику в ліс і залишила там, тому як з нею вона завжди залишиться дочкою мельника. Дочка перенеслася з ураганом в Країну Оз, де її знайшли селяни і назвали Зелін. Зеліна володіє сильною магією з самого дитинства і заздрить Реджині, яка не підозрює про існування старшої сестри. В майбутньому Кора зачарувала принца Генрі, але його батько уклав її в башту з умовою, що вона до ранку напряде з соломи злато, якщо зуміє — вийде заміж за Генрі, в іншому випадку її чекає смерть. За допомогою Темного мага навчилася прясти золото, заручена з Генрі, але закохана в Румпеля і планує з ним втечу. Вибравши владу замість любові, вириває своє серце і відмовляється від втечі. Незабаром народжується Реджина. Захищає клаптик Чарівного лісу, де всі засинають на 28 років під час закляття Реджини, але залишаються в своєму світі. Після пробудження жителів керує їх табором під виглядом Ланцелота. Намагається знайти портал, щоб потрапити в Сторібрук. Працює разом з Гаком. Пізніше в Сторібруці возз'єднується з дочкою, допомагаючи їй відняти Генрі у Емми. Помирає фактично від рук Реджини, але через Білосніжку і тієї свічки, яку одного разу сама їй і дала. Перед смертю з серцем у грудях говорить Реджині, що любила її і завжди бажала їй найкращого. Зберігала у себе серце свого чоловіка Генрі, яке пізніше викрала Реджина. |                              |                                                                   |                           |                         |                |         |
| Принцеса Аврора | Н/Д                          | Сара Болджер                                                      | 2, 3, 4                   | Н/Д                     | 16             | Жива    |
| Принцеса Аврора — дочка короля Стефана і Дикої Троянди (перша Спляча красуня), кохана Принца Філіпа. Незадовго до її весілля, Малефісент накладає на неї сонне прокляття. Завдяки заклинанню Кори, в числі інших, залишилася в Зачарованому Лісі. Згодом розбуджена Філіпом. Разом з Мулан, допомогла Білосніжкці і Еммі повернутися в Сторібрук. В майбутньому завагітніла від Філіпа. Разом з Філіпом була перетворена Зелін в летючу мавпу і перенесена в Сторібрук. Зі смертю злої відьми, набуває справжнього вигляду. Виховує сина з Філіпом в Сторібруці. |                              |                                                                   |                           |                         |                |         |
| Принц Філліп | Н/Д                          | Джуліан Морріс                                                    | 2, 3                      | Н/Д                     | 6              | Живий   |
| Принц Філліп — Справжня Любов Аврори. Був перетворений Маліфісентою в монстра і врятований Белль, яка познайомила Філіпа і Мулан. Втратив душу в битві з Рейф, але згодом Мулан і Аврора повертають її. Батько дитини Аврори. Разом з Авророю перетворений Зеліною в летючу мавпу і перенесений в Сторібрук. Зі смертю злої відьми, набуває справжній вигляд. Виховує сина з Авророю в Сторібруці. |                              |                                                                   |                           |                         |                |         |
| Мулан | Н/Д                          | Джеймі Чон                                                        | 2, 3, 5                   | Н/Д                     | 14             | Жива    |
| Мулан — союзниця принца Філіпа і відважний воїн. До зустрічі з Філіпом, служила в армії, а згодом разом з Белль знімає з нього прокляття Малефісент. Відчуває почуття до Аврори, але йде з Робіном Гудом, коли дізнається, що Аврора чекає від Філіпа дитини. Наставниця Меріди, допомогла навчити її військовій справі і Червоній Шапочці знайти свою справжню любов. |                              |                                                                   |                           |                         |                |         |
| Вільям Смі | Н/Д                          | Кріс Готьє                                                        | 2, 3                      | 4                       | 9              | Живий   |
| Вільям Смі — збирач чудасій. Довгий час працював на Гака і служив на «Веселому Роджера». У проміжку між першим і другим темними закляттями був щуром (перетворений румпелем). |                              |                                                                   |                           |                         |                |         |
| Н/Д | Овен Флінн/Грег Менделл      | Ітан Ембрі (дорослий) Бенджамін Стокхем (дитина)                  | 2                         | 3                       | 11             | Мертвий |
| Курт Флінн і його маленький син Овен Флінн були в поході в лісі штату Мен в 1983 році, ночуючи під відкритим небом, коли прокляття вступило в силу, в результаті чого вони бачать, як на ранок на місці лісу навколо з'являється Сторібрук. Батько і син відправляються в нове місто. Маленький Овен насолоджується компанією Реджини, але це призводить до того, що Реджина вирішує залишити хлопчика собі. В результаті Курт Флінн став свідком того, як Реджина контролювала Шерифа Грема за допомогою серця. Флінн і Овен намагаються покинути місто. Після погоні Курт заарештований. Він наказує синові бігти, Овен клянеться знайти свого батька . Після трагічних подій у дитинстві, всім підряд говорив про магію і Сторібрук. Так він потрапив в «організацію» зі знищення магії. Роки по тому, коли прокляття зруйновано, незнайомець потрапляє в автомобільну аварію в Сторібрук. Згідно посвідчення водія його звали Грег Менделл. Його справжня особистість пізніше розкривається, він виявляється дорослим Овеном Флінном. Він як і раніше шукає свого батька, проте, його пошуки приходять до трагічного кінця. Коли він, катуючи Реджіну, дізнається, що Реджина вбила його батька незабаром після того, як він втік з міста. Він хотів вбити Реджіну, але його зупиняє Девід Нолан. Грег отримує підтвердження словам Реджини після виявлення черепа свого батька в місці, де вони з батьком колись розбили табір. Намагається знищити Сторібрук разом з Тамарою за допомогою «тригера-скасування», але їх план не спрацював. Незабаром після цього викрадає Генрі і відправляється з ним і Тамарою в Небувалію, де дізнається, що «домашній офіс організації зі знищення магії» не існує. Весь цей час їх водили за ніс Пітер Пен і Втрачені хлопці. Убитий тінню Пітера Пена, в результаті відділення своєї тіні від тіла. |                              |                                                                   |                           |                         |                |         |
| Н/Д | Тамара                       | Сонікуа Мартін-Грін                                               | 2                         | 3                       | 7              | Мертва  |
| Тамара є жінкою, яка намагається знищити всю магію в цьому світі, вважаючи її поганою. Її шлях починається в Гонконзі, де вона відвідує мага на ім'я Дракон, який є самопроголошеним цілителем, стверджуючи, що у неї рак. Там вона зустрічає Августа Вейна Бута (Піноккіо), який також прагне зцілитися, так як поступово перетворюється в дерево. Він краде у неї 10.000 доларів, щоб заплатити Дракону за лікування. Незабаром вона знаходить Августа і забирає у нього зілля. Пізніше вона повертається до Дракону, який дізнається її справжні наміри, і вбиває його. Тамара повертається в Нью-Йорк, де вона починає втілювати в життя свій план по виявленню і збору інформації про Сторібрук. Вона починає зустрічатися з Нілом Кессіді (Бейлфайр), врешті-решт вона стає його нареченою. Тамара переїжджає в Сторібрук до Нілу, який повідомляє їй про своє магічному минулому. Спочатку вона ставиться до цього скептично, але згодом вона починає вірити в це. Однак, з'ясовується, що вона вже знає про магію. Вона знаходить повністю задерев'янілими Августа і пропонує йому зілля Дракона, яке вона у нього вкрала. Зілля знаходиться в квартирі Тамари в Нью-Йорку, щоб мати можливість поїхати і забрати його, Август дожен дати слово залишити Сторібрук назавжди. Але коли він дізнається, що Тамара вбила дракона, він повертається, щоб попередити Емму про обман. Август дзвонить з ділянки шерифа Еммі, але він встигає лише сказати «місто в небезпеці, вона хоче …» перед тим, як Тамара смертельно поранила його. Пізніше він воскрес в образі 7-річного хлопчика, який не може пригадати, хто напав на нього, як і не пам'ятає своє життя в цьому світі. Тамара залишається в Сторібруці з Нілом, який не підозрює, що вона лише прикидається, що любить його. Насправді вона кохана Грега Менделла, незнайомця, який потрапив в аварію на кордоні міста. Тамара і Грег були відправлені в Сторібрук на місію, щоб знищити магію. Вони отримують чарівні боби і «тригер-скасування», який може самоліквідувати Сторібрук. Після того як Емма розкриває обман, Тамара стріляє в Нілу, і він падає в портал, який вона відкрила чарівним бобом. План Грега і Тамари зі знищення Сторібруку провалився, тоді вони викрадають Генрі і відправляються через портал в Небувалію, стверджуючи, що Генрі важливіше, ніж знищення магії. Після прибуття в Небувалію, Грег і Тамара розуміють, що їх обдурили. Зіткнувшись з Втраченими Хлопчиками (справжній «домашній офіс»), пара відмовилася передати Генрі Тіні Пітера Пена, і його вириває тінь Грега, вбиваючи його. Тамару підстрелив в спину один з Загублених Хлопчиків. Містер Голд знаходить і зцілює Тамару, щоб дізнатися місце знаходження Генрі. Після Тамара просить вибачення за напад на його сина Белфаєра (Ніла Кессіді), але Румпельтільцхен вбиває її, вириваючи і знищуючи її серце. |                              |                                                                   |                           |                         |                |         |
| Леді Меріан | Н/Д                          | Крісті Лейн                                                       | 4                         | 2, 3                    | 8              | Мертва  |
| Леді Меріан — дружина Робіна Гуда і мати їх сина Роланда. Була страчена Реджиною ще до накладення першого Прокляття. Під час своєї подорожі в минуле Емма врятувала її з в'язниці Реджини, тим самим запобігши смерть Меріан. Разом з Еммою, Меріан перемістилася в часі в Сторібрук, де вона возз'єдналася зі своїм чоловіком Робіном Гудом і їхнім сином Роландом. Була зачарована Інгрід. Так як Робін вже не любив її, дала згоду на відносини Робіна і Реджини, але через залишкового закляття Інгрід була змушена покинути Сторібрук разом з Роландом і Робіном. Згодом стає відомо, що Меріан була вбита ще в Зачарованому лісі, а її місце, використовуючи кристал, який може надавати людині будь-який вигляд, зайняла Зеліна. |                              |                                                                   |                           |                         |                |         |
| |                              |                                                                   |                           |                         |                |         |
| Зниклі Хлопчики |                              |                                                                   |                           |                         |                |         |
| Зниклі Хлопчики живуть в Небувалії і є смертельно небезпечними слугами Пітера Пена. Пен почав формування своєї групи в Зачарованому Лісі, ще в той час, коли там жив юний Белфаєр. У тому часі він використовував прізвисько «Щуролов». Він грав на флейті кувікли, її музику могли чути тільки ті діти, які відчували, що їх не люблять. Почувши музику діти занурювалися в транс і не помічали як слідували за музикою на край світу. Під час свого перебування в Небувалії, Венді Дарлінг зауважує, що по ночах всі діти плачуть, тому що сумують за сім'ї. Однак, днем вони всі заявляють, що не хочуть повертатися додому. |                              |                                                                   |                           |                         |                |         |
| Фелікс | Н/Д                          | Паркер Крофт                                                      | 3                         | 2                       | 11             | Мертвий |
| Фелікс — один з Загублених Хлопчиків і права рука Пітера Пена. Вперше з'являється в серіалі, ведучи групу на пошуки корабля капітана Гака, щоб знайти там певного хлопчика. Гак дозволяє Феліксу і Втраченим Хлопчикам обшукати свій корабель, коли він дізнається, що хлопчик, якого вони розшукують Белфаєр. Коли Бей пізніше дізнається, що саме Гак та людина, який відвів з сім'ї мати Бея — Мілу, він не хоче більше залишатися на «Веселому Роджері». Після цього Гак дозволяє Втраченим Хлопчикам знайти і забрати Бея собі. Вивчивши його обличчя, Фелікс заявляє, що він не той хлопчик, якого Пітер Пен хоче собі. На показаному пергаменті обличчя хлопчика. Цим хлопчиком виявився Генрі Міллс. У Небувалії передав Румпельштільцхеном послання від Пітера Пена — солом'яну ляльку, яка була останнім подарунком Румпельштільцхена від його батька. Намагався схопити Нілу, коли той прибув на острів, але Нілу вдалося втекти. Далі неодноразово брав участь в боях на боці Пітера Пена і виконував його доручення. Пізніше відмовився повідомляти Реджині і Еммі місцезнаходження Пена. У Сторібруці був укладений в камеру Девідом і звільнений Пеном. Пітер Пен вирішив заново накласти на місто закляття Реджини, і використовував серце Фелікса як останній інгредієнт — серце дорогої йому людини. |                              |                                                                   |                           |                         |                |         |
| Малкольм/Пітер Пен/Гамельнський щуролов | Н/Д                          | Роббі Кей (Пітер Пен/Гамельнський щуролов) Стівен Лорд (Малкольм) | 3, 5                      | Н/Д                     | 11             | Мертвий |
| Пітер Пен вважається першою дитиною, який з'явився в Небувалії. Контролює Тінь — початкового жителя острова. Багато років викрадав хлопчиків на свій острів. Грег і Тамара викрадають Генрі і переносять його в Небувалію, де з'ясовується, що Пітер Пен хоче заволодіти Генрі, так як він володіє «Серцем Істинно Віруючого». Обманом змушує віддати своє серце, запевняючи, що це необхідно для порятунку всієї магії острова, але насправді Пітер Пен хотів врятувати себе і стати безсмертним. Пізніше з'ясовується, що Пітер Пен — це батько Румпельштільцхена, якого звуть Макольм. Ще в Зачарованому Лісі він був вічно незадоволений, роздратований, егоцентричний і безжальний. Є повною протилежністю свого сина і був затаврований як боягуз. Макольм уклав угоду з Тінню — Макольм знову стає юнаків і отримує безсмертя, але натомість Макольм повинен відмовитися від сина, так як у «дитини не може бути дитини». Тінь переносить Румпельштільцхена назад в Зачарований Ліс. Макольм бере собі ім'я Пітер Пен в честь іграшки свого сина. Згодом Реджина вириває у Пітера «Серце Істинно Віруючого» і повертає його Генрі. Зрештою Пітер Пен гине від руки Румпельштільцхена, перед цим, однак, встигнувши накласти на місто прокляття. Пізніше Пітер Пен повертається в Сторібрук з підземного світу. Тінь Пітера Пена озвучує Мерилін Менсон. |                              |                                                                   |                           |                         |                |         |
| Дінь-Дінь | Н/Д                          | Роуз МакАйвер                                                     | 3, 6                      | Н/Д                     | 8              | Жива    |
| Дінь-Дінь — Зелена фея, яка вкрала пилок, і втратила свої крила через Реджину, вказавши тій її судженого. так як та злякавшись не пішла, а Дінь-Дінь образила. Без магії жила в Небувалії. Згодом повірила в себе і за допомогою пилку отримала крила назад. Зловила і знищила тінь Пітера Пена, чим врятувала мати-настоятельку, якої Тінь раніше відокремила її тінь від плоті. |                              |                                                                   |                           |                         |                |         |
| Королева Ельза | Н/Д                          | Джорджина Хейг                                                    | 4                         | 3                       | 12             | Жива    |
| Ельза — правителька королівства Еренделл, з дитинства володіє магічною здатністю керувати снігом і льодом. Сестра Анни і племінниця Інгрід. |                              |                                                                   |                           |                         |                |         |
| Принцеса Анна | Н/Д                          | Елізабет Леїл                                                     | 4                         | Н/Д                     | 9              | Жива    |
| Анна — молодша сестра Ельзи і Справжня Любов Крістоффом. Дуже діяльна і емоційна дівчина, завжди намагається допомагати людям. Вирушила в Зачарований Ліс, щоб дізнатися, що шукали там батьки. Була знайома з Белль і Прекрасним Принцом ще в Зачарованому Лісі. |                              |                                                                   |                           |                         |                |         |
| Крістоф | Н/Д                          | Скотт Майкл Фостер                                                | 4                         | Н/Д                     | 8              | Живий   |
| Крістоф — Справжня Любов Анни, давній друг Прекрасного Принца. Крістофф — простий хлопець з родини льодорубів, якого в подальшому дали притулок кам'яні тролі, до яких він потрапив через невгамовну цікавість. Однак людського спілкування йому все-таки не дістає: що і говорити, якщо найкращий друг Крістофа — олень Свен. |                              |                                                                   |                           |                         |                |         |
| Інгрід/Снігова Королева | Сара Фішер                   | Елізабет Мітчелл (доросла) Брайтон Шарбіно (дитина)               | 4                         | Н/Д                     | 9              | Мертва  |
| Інгрід — тітка Ельзи і Анни, також як і Ельза, що володіє силою снігу і льоду. Була заточена в глечик молодшою сестрою, Гердою, матір'ю Анни і Ельзи, після того, як випадково вбила середню сестру — Хельгу. Вирвавшись з посудини намагається зробити Емму і Ельзу своїми сестрами, яких їй так не вистачає, настроюючи їх проти всіх городян, натякаючи на те, що всі їх бояться і не розуміють. Гине добровільно, вирішивши скасувати своє закляття, взявши його на себе, що змусило все місто встати один проти одного. Перед смертю довідається, що сестри її любили і з посмішкою вмирає кажучи, що йде до них. |                              |                                                                   |                           |                         |                |         |
| Учень чарівника | Н/Д                          | Грем Верчер (дитина) Тімоті Веббер (старий)                       | 4, 5                      | Н/Д                     | 8              | Мертвий |
| Учень є літньою людиною, що служить у Чарівника. |                              |                                                                   |                           |                         |                |         |
| Лілі | Ліліт (Лілі) Пейдж           | Агнес Брукнер (доросла) Ніколь Муньос (дитина)                    | 4, 5                      | Н/Д                     | 4              | Жива    |
| Ліліт (Лілі) Пейдж — за волею долі дочка Малефісент і подруга дитинства Емми Свон. Ще до її народження (вилупленна з яйця дракона) Прекрасний принц і Сніжка за допомогою Учня чародія передали все зло від їх ще не народженої дочки в яйце з Ліліт, від чого та вічно влипає в колотнечі і часто підлітком підставляла Емму. Дізнавшись всю правду жадала вбити Сніжку і Девіда. Вміє поводитися як мати в дракона. Бажає знайти свого батька. |                              |                                                                   |                           |                         |                |         |
| Урсула/Морська відьма | Н/Д                          | Меррін Дангі (доросла) Тіффані Бун (підліток)                     | 4                         | Н/Д                     | 6              | Жива    |
| Урсула — морська відьма, яка є наполовину жінкою, а наполовину восьминогом, колишній член угруповання Королев темряви, які шукають свій щасливий фінал. Спочатку була русалонькою і дочкою Посейдона. Названа на честь морської богині. У минулому була пов'язана з Гаком, від чого невдоволенням батька втратила голос і зробилася з Джонсом ворогами. Розлютившись на батька в молодості звернула русалочий хвіст на щупальця восьминога і пішла з дому. Згодом повернула голос, примирилася з батьком і Кілліаном, а так само допомогла йому відкривши правду про плани Темного. Повернулася з батьком додому. |                              |                                                                   |                           |                         |                |         |
| Круелла Де Віль | Круелла Фейнберг             | Вікторія Смарфіт (доросла) Міллі Вілкінсон (дитина)               | 4, 5                      | Н/Д                     | 7              | Мертва  |
| Круелла Де Віль — відьма, яка володіє магією переконання, колишній член угруповання Корольов темряви, який шукає свій щасливий фінал. З дитинства була залякана собаками матері — Далматин, а згодом, отримавши дар у закоханого в неї Автора, нацькувала цих же собак на матір, тим самим убивши її. Загинула від рук Емми в результаті падіння з обриву, коли схопила Генрі і з його допомогою намагалася впливати на його родичів, щоб вбити Автора, якого вона закохала в себе в далекому минулому. |                              |                                                                   |                           |                         |                |         |
| Автор | Айзек Хеллер                 | Патрік Фішлер                                                     | 4                         | Н/Д                     | 7              | Живий   |
| Айзек Хеллер є таємничим автором «Книги казок» Генрі Міллса. Колись був закоханий в Круеллу Де Віль. Чарівним пером позбавив її здатності вбивати. Написав альтернативну книгу герої і лиходії і придбав популярність. Але написавши книгу про себе позбавляє себе звання «автор». Генрі відправляється з ним в його альтернативний світ, але він намагається перешкодити Генрі виправити щасливу кінцівку Робіна і Зеліни. Пізніше позбавляється всієї своєї популярності. В даний момент сидить в тюрмі Сторібрук. |                              |                                                                   |                           |                         |                |         |
| Мерлін/Чарівний | Н/Д                          | Елліот Найт Джонатан Адамс (голос)                                | 5                         | 4                       | 6              | Мертвий |
| Мерлін — могутній чарівник. |                              |                                                                   |                           |                         |                |         |
| Король Артур | Н/Д                          | Ліам Гарріган (дорослий) Вебб Хаєс (дитина)                       | 5                         | Н/Д                     | 11             | Мертвий |
| Артур є королем Камелота. У дитинстві Мерлін Пророчив йому, що він стане великим королем Камелота і дістане меч в камені. Коли він дістав меч, він виявився зламаним. Довгі роки шукав другу частину, поки не дізнався, що це кинджал Темного. Коли Емма з'являється в Камелот і він дізнається, що вона темна, всіма силами намагається відібрати у неї кинджал. вступив в змову з Зеленою. Підпорядкував собі Мерліна. Одружений на Гвіневері. |                              |                                                                   |                           |                         |                |         |
| Меріда | Н/Д                          | Емі Менсон                                                        | 5                         | Н/Д                     | 8              | Жива    |
| Меріда є принцесою. Зустрілася з Еммою в Зачарованому лісі. Прийняла її за відьму і втекла, за вогником, який повинен допомогти їй врятувати своїх братів. Емма хотіла її вбити, проте Гак зупинив її. Пізніше потрапляє до в'язниці, а Артур відбирає у неї вогник. Збігає разом з Мерліном і всіма іншими. З Белль рятують її братів від клану Данброш. |                              |                                                                   |                           |                         |                |         |
| Королева Гвіневера | Н/Д                          | Джоанна Метрасс (доросла) Даліла Бела (дитина)                    | 5                         | Н/Д                     | 8              | Жива    |
| Гвіневера є дружиною короля Артура і королевою Камелота. |                              |                                                                   |                           |                         |                |         |
| Сер Ланселот | Н/Д                          | Сінкуа Воллс                                                      | 2, 5                      | Н/Д                     | 6              | Живий   |
| Сер Ланселот — лицар круглого столу Короля Артура, але пішов від нього через жінку, ставши найманцем. Схопив Білосніжку і доставив до палацу до Короля Георга. Коли Король напоїв її зіллям-безпліддя Ланцелот допоміг зняти закляття, знайшовши живу воду. Провів обряд одруження Білосніжки і Прекрасного принца на очах вмираючої Рут. Тривалий час Кора використовувала його зовнішність, щоб очолювати табір уцілілих після Закляття Реджини. |                              |                                                                   |                           |                         |                |         |
| Вайолет | Н/Д                          | Олівія Стіл Фалконер                                              | 5, 6                      | Н/Д                     | 5              | Жива    |
| Вайолет є дочкою сера Моргана. Після закляття вона з Генрі приєднується до операцій Треклист, щоб знищити магію. Дізнавшись що її батько сер Морган народився в світі без магії вирішує залишитися в Сторібруці. |                              |                                                                   |                           |                         |                |         |

## Третьорядні герої
| Попелюшка | Ешлі Бойд     | Джессі Шрем                                        | 1.04, 1.12, 4.07, 6.03                                                       | Жива     |
| Попелюшка — головна героїня казки з однойменною назвою. Вона спочатку була покоївкою у своєї мачухи. Хотіла бути присутньою на Королівському балу. Вона зустрічає Румпельштільцхена після того, як він вбиває її Фею-Хресну заради чарівної палички Феї. Темний маг пропонує їй операцію — її бажання в обмін на те, що вона віддасть йому, щось в майбутньому, щось цінне. Вона погоджується і підписує контракт, не читаючи написаних в ньому умов угоди. Згодом вирушає на бал, де вона зустрічає принца Томаса. Двоє закохуються і одружуються. Проте, пізніше Румпельштільцхен нагадує Елі про договір і повідомляє їй, що він хоче її первістка. Коли вона виявляє, що вона вагітна, вона намагається втекти. Томас і Прекрасний Принц розробляють план, щоб полонити Румпельштільцхена, сподіваючись, що так Попелюшка уникне угоди. План проходить успішно, але Томас зникає. Румпельштільцхен клянеться, що вона ніколи не побачить Томаса знову, поки договір не буде виконаний, що їй не втекти від цієї угоди ні в цьому світі, ні в іншому. У Сторібруці Ешлі Бойд — самотня 19-річна вагітна покоївка. Батько дитини Шон Герман (принц Томас), якому батько заборонив бачити Ешлі. Останній організовує угоду з містером Голдом (Румпельштільцхен), в якій Ешлі продає свою дитину Голду. Спочатку вона погоджується на обмін, але в подальшому приймає рішення залишити дитину. Вона намагається втекти з міста, але пологи почалися, не встигнувши вона виїхати за межі міста. Емма Свон привозить її в лікарню, де вона народжує доньку Олександру і возз'єднується з Шоном. Емма погоджується надати одну послугу містеру Голду, якщо він дозволить Ешлі залишити дитину. Пізніше Шон робить Ешлі пропозицію і вона погоджується. Очолює в Сторібруку клуб молодих мам. Ім'я Ешлі Бойд: — зола передує попелу (ash — Ешлі) в процесі горіння. Бойд від гельської слова «buidhe», що означає «з жовтим волоссям». |               |                                                    |                                                                              |          |
| Принц Томас | Шон Герман    | Тім Філіппс                                        | 1.04, 1.12, 6.03                                                             | Живий    |
| Принц Томас — Справжня Любов Попелюшки. У Сторібруці батько Шона Германа заборонив бачити Ешлі, але в лікарні, де вона народжує доньку Олександру, возз'єднується з коханою. Пізніше він робить Ешлі пропозицію і вона погоджується. |               |                                                    |                                                                              |          |
| Гас | Біллі         | Джерод Джонсон                                     | 1.04, 1.05, 1.19, 2.07, 2.17                                                 | Мертвий  |
| Гас є домашньою мишею, що жив в будинку Попелюшки. |               |                                                    |                                                                              |          |
| Принц Джеймс | Н/Д           | Джошуа Даллас (дорослий) Люк Реслер (дитина)       | 1.06, 2.13, 5.12, 5.19, 6.12                                                 | Мертвий  |
| Принц Джеймс — брат-близнюк «Прекрасного» Принца Девіда. Був відданий Румпельштільцхеном в сплату «боргу», а той потім віддав хлопчика Королю Джорджу. Був вихований егоїстичним і безчесним. Саме він обдурив Велетня Антона і вторгся разом зі своєю коханою Джеклін (Джек) в Замок Велетнів, де в розпал битви кинув її помирати. Загинув від власної зверхності, коли не помітив удару в спину від раніше переможеного їм противника. |               |                                                    |                                                                              |          |
| Рут | Н/Д           | Габріель Роуз                                      | 1.06, 2.03, 4.02                                                             | Мертва   |
| Рут — мати близнюків Джеймса і Девіда. Залишилася вдовою, після того як її чоловік, колишній п'яниця розбився зі своїм возом. Добра і любляча мати. Померла від стріли лицаря короля Джорджа, могла врятуватися випивши життєдайної води, але обманом змусила випити воду Білосніжку, щоб позбутися від безпліддя. Перед смертю встигла побачити імпровізоване весілля сина і Білосніжки. |               |                                                    |                                                                              |          |
| Король Мідас | Н/Д           | Алекс Захара                                       | 1.06, 3.21                                                                   | Невідомо |
| Король Мідас — батько принцеси Ебігейл, нареченої принца Джеймса. Живе в золотом замку. Може дотиком руки перетворити будь-який предмет в золото, так коханий Ебігейл випадково став золотою статуєю. |               |                                                    |                                                                              |          |
| Зосо | Н/Д           | Бред Дуріф                                         | 1.08, 4.04                                                                   | Мертвий  |
| Зосо був Темним Магом до Румпельштільцхена. Розповів Румпельштільцхену, де знайти кинджал Темного Мага. Зосо спровокував Румпельштільцхена вбити його, тому що більше не міг виносити тягар Темного Мага. |               |                                                    |                                                                              |          |
| Король Леопольд | Н/Д           | Річард Шифф (немолодий) Ерік Ланж (дорослий)       | 1.11, 1.18, 3.18                                                             | Мертвий  |
| Король Леопольд — м'якосердечний батько Білосніжки. Будучи принцом, збирався одружитися з Корою, але дізнавшись підслухану розмову від Єви садівника і Кори про те, що вона вагітна розриває заручини. В результаті був заручений з принцесою Євою, яка будучи королевою вмирає не без допомоги Кори. Одружується на Реджині, майбутньої Злої Королеві, після того як вона рятує його дочку, Білосніжку, кінь якої побігла галопом, що теж обійшлося не без допомоги Кори. Звільняє джина з лампи загадавши бажання і бере його з собою до палацу. Згодом Реджина обманом змусила закоханого в неї джина вбити Короля Леопольда. |               |                                                    |                                                                              |          |
| Сер Моріс | Мо Френч      | Ерік Кінлісайд                                     | 1.12, 2.04, 3.22, 4.06                                                       | Живий    |
| Сер Моріс — батько Белль. У Сторібруці під ім'ям Мо Френч володіє квітковим магазином. Намагався стерти Белль пам'ять, щоб вона забула Румпельштільцхена, але зазнав невдачі. Був побитий Румпельштільцхеном. Змирився з їх романом і благословив шлюб. |               |                                                    |                                                                              |          |
| Деніел | Н/Д           | Ной Бін                                            | 1.18, 2.05                                                                   | Мертвий  |
| Деніел Колтер — Справжня любов і наречений (невінчаний чоловік) Реджини, благородний і відважний конюх. Вони хотіли втекти і таємно зіграти весілля, але Кора дізналася про їхні плани. В результаті Кора вбила Деніела, вирвавши йому серце і знищивши його на очах своєї дочки. Реджина застосувала заклинання, щоб тіло Деніела завжди залишалося недоторканим. У Сторібруці його труна знаходилася в фамільному склепі Реджини. Після зняття прокляття був невдало воскреслим доктором Віктором Вейл (він же Франкенштейн). Через те, що Деніел сильно страждав після пожвавлення і не міг себе контролювати — спочатку атакував Реджіну і ледь не вбив Генрі — Реджині довелося, за допомогою магії, вбити свого нареченого. Цього разу не залишилося навіть тіла. Згодом в Потойбічному світі Реджина разом з Білосніжкою відшукала надгробок з написом «Деніел Колтер», побачила його перевернутим і сказала з ніжністю, що рада, що Деніел потрапив на Олімп; що він був любов'ю всього життя її і що вона не забуде його. |               |                                                    |                                                                              |          |
| Антон/Малюк | Н/Д           | Хорхе Гарсіа                                       | 2.06, 2.13, 2.19                                                             | Живий    |
| Антон — останній з живих велетнів. Був молодшим братом з родини велетнів, одного разу спускався до людей і познайомився з принцом Джеймсом (братом Девіда), через якого і загинули всі інші велетні. Вперше з'являється в серіалі коли Емма і капітан Гак піднялися по чарівному стеблі за компасом. В ході операції був приспаний маковим сонним порошком. Емма зберегла йому життя і попросила, щоб він затримав капітана Гака, що він і зробив. Пізніше полонений і зменшений корою, допоміг виростити урожай чарівних бобів в Сторібруці, став «восьмим гномом» з ім'ям Малюк, цією кіркою. |               |                                                    |                                                                              |          |
| Королева Єва | Н/Д           | Рена Софер (доросла) Єва Боурн (молода)            | 2.15, 2.16, 3.18                                                             | Мертва   |
| Королева Ева — мати Білосніжки, смертельно отруєна корою, коли Білосніжка була ще дитиною. Будучи принцесою, була до жаху пихатою і зарозумілою. Підслухала розмову Кори і королівського садівника, який обдурив ту і залишив вагітної. Розповіла це Леопольду, тим самим зруйнувавши його заручини з Корою. Згодом стала розумною і справедливою королевою, але загинула, по суті, від власного сварливої вдачі в юності. |               |                                                    |                                                                              |          |
| Шериф Ноттінгему | Кіт           | Віл Тревел                                         | 2.19, 4.17, 4.20, 6.11, 6.12                                                 | Живий    |
| Шериф Ноттінгему — противник Робіна Гуда, який забрав у нього Леді Меріан. |               |                                                    |                                                                              |          |
| Сім'я Дарлінг |               |                                                    |                                                                              |          |
| Коли юний Белфаєр, син Румпельштільцхена, переноситься в світ без магії, він виявляється в Лондоні, початку 18 століття. Будучи бідним вуличним хлопчиськом, Бей вривається в будинок сім'ї Дарлінг, щоб вкрасти хліба. Його незабаром виявила Венді Дарлінг, яка пропонує таємно йому притулок в будинку її сім'ї. Пізніше про нього дізнаються її батьки, які вирішили усиновити його. Діти Дарлінгів розповідають Бею про таємничу Тінь, яка прилітає до їх вікна щоночі і пропонує перенести їх в чарівний світ, для дітей — Небувалія. Знаючи, як магія може отруювати життя по своєму минулому в Зачарованому Лісі, Бей просить дітей ігнорувати Тінь. Незважаючи на це, Венді йде з Тінню в Небувалію. На наступний день після її від'їзду, Венді повертається і розповідає про Небувалію, кажучи, що Тіні не потрібні дівчата і наступної ночі Тінь прийде за одним з її братів. Вона описала Небувалію цікавою, але де діти щоночі плачуть за своєю сім'єю. В ту ніч юні Дарлінг намагалися безуспішно створити пастки, щоб захистити себе, і Бей вирішує принести себе в жертву, щоб Тінь не забрала Венді, Джона та Майкла. Вони були змушені безпорадно дивитися, як Тінь забирає Белфаєра в Небувалію.Бею вдається атакувати Тінь вогнем від запальнички, він падає в море, де його знаходить Капітан Гак. Таким чином, він виявляється на борту корабля «Веселий Роджер» в Небувалії. |               |                                                    |                                                                              |          |
| Н/Д | Венді Дарлінг | Фрея Тінглі                                        | 2.21, 3.07, 3.08, 3.09, 3.10                                                 | Жива     |
| Венді Дарлінг прихистила юного Белфаєра у себе вдома, в Лондоні. Літала добровільно з Тінню Пітера Пена в Небувалію. Незабаром була вже викрадена Тінню, в результаті стала полонянкою Пітера Пена в Небувалії і була змушена у всьому йому підкорятися. Повернулася в Сторібрук на «Веселому Роджері» і возз'єдналася з братами. Пізніше вони повернулися в Лондон. |               |                                                    |                                                                              |          |
| Н/Д | Джон Дарлінг  | Метт Кейн (дорослий) Вільям Ейнсчо (дитина)        | 2.21, 3.07, 3.09, 3.10                                                       | Живий    |
| Джон Дарлінг є старшим сином містера і місіс Дарлінг і носить прізвисько «Чотириокий». Майкл і Джон Дарлінг стали Втраченими Хлопчиками і були змушені у всьому підкорятися Пітеру Пену, щоб захистити свою сестру від його гніву. Він і Майкл, будучи Втраченими Хлопчиками, вирушили в Сторібрук, щоб перешкодити Аріель і Белль знайти зброю проти Пітера Пена. Так само брати Дарлінг намагалися усиновити новонародженого Генрі, щоб забрати його в Небувалію і віддати Пітеру Пену. Після смерті Пітера Пена возз'єднується з сестрою і вони повертаються в Лондон. |               |                                                    |                                                                              |          |
| Н/Д | Майкл Дарлінг | Джеймс Іммекус (дорослий) Бенджамін Кук (дитина)   | 2.21, 3.07, 3.09, 3.10                                                       | Живий    |
| Майкл Дарлінг є молодшим сином містера і місіс Дарлінг і носить прізвисько «Брелок». Майкл і Джон Дарлінг стали Втраченими Хлопчиками і були змушені у всьому підкорятися Пітеру Пену, що захистити свою сестру від його гніву. Він і Джон, будучи Втраченими Хлопчиками, вирушили в Сторібрук, щоб перешкодити Аріель і Белль знайти зброю проти Пітера Пена. Так само брати Дарлінг намагалися усиновити новонародженого Генрі, щоб забрати його в Небувалію і віддати Пітеру Пену. Після смерті Пітера Пена возз'єднується з сестрою і вони повертаються в Лондон. |               |                                                    |                                                                              |          |
| Веселуни |               |                                                    |                                                                              |          |
| Веселуни —загін благородних розбійників Робіна Гуда. |               |                                                    |                                                                              |          |
| Малюк Джон | Н/Д           | Джейсон Буркарт                                    | 3.03, 3.12, 3.20, 4.01, 4.18, 4.22, 5.22, 5.23                               | Живий    |
| Малюк Джон — Найкращий друг Робіна Гуда. Частина загону чоловіків «веселуни», які працюють під керівництвом Робіна Гуда. Після повторного накладення Прокляття Реджини був перетворений в Летючу мавпу, коли спробував перетнути кордон Сторібруку. Після перемоги над Зеліною знову став людиною. |               |                                                    |                                                                              |          |
| Братик Тук | Н/Д           | Майкл П. Норті                                     | 3.12, 3.13, 3.18, 5.22, 5.23                                                 | Живий    |
| Братик Тук є членом загону веселуни. |               |                                                    |                                                                              |          |
| Роланд | Н/Д           | Рафаель Алехандро                                  | 3.03, 3.13, 3.18, 3.22, 4.01, 4.03, 4.08, 4.11, 4.16, 5.01, 5.02, 5.22, 5.23 | Живий    |
| Роланд є сином Робіна Гуда і його дружини Леді Меріан. |               |                                                    |                                                                              |          |
| Аріель | Н/Д           | Джоанна Гарсіа-Свішер                              | 3.06, 3.07, 3.10, 3.17, 4.16                                                 | Жива     |
| Аріель — русалонька, яка врятувала потопаючу Білосніжку, коли та рятуючись від правоохоронців Злої королеви. Закохана в принца Еріка, вибираючи між любов'ю і подругою, позбулася голосу. Після допомогла Реджині і Румпельштільцхену, отримала свій голос назад, і возз'єдналася з Еріком в Сторібруці. Після другого закляття живе з Еріком, своєю Справжньою Любов'ю, на острові Висельник. |               |                                                    |                                                                              |          |
| Принц Ерік | Н/Д           | Гіл МакКінні                                       | 3.06, 3.10, 3.17                                                             | Живий    |
| Принц Ерік — Справжня Любов русалочки Аріель. У Реальному світі живе в Сторібруці, згодом возз'єднується з Аріель на острові шибеника. |               |                                                    |                                                                              |          |
| Чарівник Країни Оз/Літаюча Мавпа | Волш          | Крістофер Горем                                    | 3.12, 3.16, 3.20                                                             | Мертвий  |
| Волш був фокусником-невдахою в Реальному світі, проте волею випадку його заносить в Країну Оз, де він прикидається чарівником. Викритий Зеленою і перетворений в Літаючу Мавпу. Стає її найвірнішим прислужником і за завданням господині шпигує за втраченими спогади Еммою Свон, зустрічаючись з нею в Нью-Йорку. Невідомо, що з ним стало після удару трубою Емми. |               |                                                    |                                                                              |          |
| Чорна Борода | Н/Д           | Чарлз Месьюр                                       | 3.17, 3.21, 4.09, 4.22                                                       | Невідомо |
| Чорна Борода Капітан всіх піратів і ворог Гака. |               |                                                    |                                                                              |          |
| Королева Герда | Н/Д           | Паскаль Хаттон (доросла) Ава Марі Телек (дитина)   | 4.01, 4.07, 4.11                                                             | Мертва   |
| Королева Герда є матір'ю Ельзи і Анни і молодшою сестрою Інгрід і Хельги. Заточила Інгрід в посудину, коли та випадково вбила Хельгу, а також стерла спогади всього Ерендела про сестер. Через багато років разом з чоловіком загинула на кораблі в штормі. |               |                                                    |                                                                              |          |
| Паббі, Король Тролів | Н/Д           | Джон Ріс-Девіс (голос)                             | 4.01, 4.06, 4.07                                                             | Невідомо |
| Паббі — Король Тролів в Еренделі. |               |                                                    |                                                                              |          |
| Принц Ганс | Н/Д           | Тейлор Джейкоб Мур                                 | 4.03, 4.09, 4.10                                                             | Живий    |
| Ганс — принц Південних островів, який бажає захопити Ерендел. Короткий час був заручений з Анною, що було частиною його підступного плану. |               |                                                    |                                                                              |          |
| Лицарі Круглого столу — група довірених воїнів короля Артура. |               |                                                    |                                                                              |          |
| Сер Кей | Н/Д           | Лі Майдоб (дорослий) Ерен Кассам (дитина)          | 5.01, 5.04                                                                   | Мертвий  |
| Сер Кей є лицарем, який в дитинстві завжди говорив, що Артур не зможе витягнути меч з каменю. Через багато років він сам спробував це зробити, але загинув. |               |                                                    |                                                                              |          |
| Сер Персіваль | Н/Д           | Ендрю Дженкінс                                     | 5.01, 5.02, 5.04                                                             | Мертвий  |
| Сер Персіваль є одним з лицарів Круглого столу. У дитинстві його село спалила Зла Королева Реджина. Коли Реджина прибула в Камелот, він спробував її вбити, помстившись таким чином за рідних, проте це йому не вдається. Він ранить Робіна Гуда, а його самого вбиває Девід (Прекрасний Принц). |               |                                                    |                                                                              |          |
| Сер Морган | Н/Д           | Райан Роббінс                                      | 5.05                                                                         | Живий    |
| Сер Морган є батьком Вайолет. |               |                                                    |                                                                              |          |
| Вортіган | Н/Д           | Даррен Мур                                         | 5.07                                                                         | Мертвий  |
| Вортіган є магом, практикуючим Темну магію. |               |                                                    |                                                                              |          |
| Нимуе | Н/Д           | Гай Фачон (Перша поява) Кароліна Форд (інша поява) | 5.05, 5.07                                                                   | Мертва   |
| Нимуе є дівчиною, з якої подружився Мерлін. Найперший Темний маг. |               |                                                    |                                                                              |          |
| Ліам І Джонс | Н/Д           | Бернар Каррі                                       | 3, 5                                                                         | Мертвий  |
| Ліам І Джонс — старший брат Кілліана Джонса і зведений брат Ліама ІІ. Ліама і Кілліана продав в рабство їх батько, корабель, на якому вони служили належав капітану Сілверу. Під час місії капітана Сільвера, який хотів проникнути в ураган та отримати легендарний сапфір під назвою Око шторму, Ліам організував заколот, щоб врятувати своїх товаришів-матросів від загибелі. Аїд підстерігає Ліама та поперджає, що заколот не спрацює без його допомоги. Аїд пропонує Око шторму за життя його команди. Ліам, боячись розчарувати брата, погоджується і віддає Кілліанові свій щасливий перстень. На березі вони зустрічають солдат, і Око шторму забезпечує їм місце на королівському кораблі. Будучи капітаном цього корабля, Ліам зі своїм лейтенантом-братом відправляється в Небувалію згідно доручення Короля (імовірно, Англії) знайти та привезти рослину Сонна тінь. Там він смертельно отруївся цією рослиною, і незважаючи на допомогу Пітера Пена та Кілліана, помирає, оскільки вода з чарівного джерела підтримує його життя, поки він в Небувалії. Кілліан та Емма Свон пізніше зустрічаються з Ліамом в Підземному світі. Він допомагає їм знайти версію книги «Якось у казці» в Підземному світі. Після того, як Ліам знаходить книгу, він за угодою з Аїдом вириває сторінки, що містять історію Аїда. Його та Гака викрадає капітан Сільвер та команда з надією відправивши обох в найгірше місце. У справу втручається Аїд, який хоче вигнати в гірше мсце лише Гака, Ліам, намагаючись виправити помилки і захистити брата, вмовляє Аїда прийняти його жертву. Таким чином він завершує свої незакінчені земні справи і йому відкривається дорога в краще місце — на Олімп. Він прощається з Кілліаном та покидає Підземний світ разом із командою Сільвера. |               |                                                    |                                                                              |          |

## Істоти і раси
У цьому розділі перераховані істоти і раси, які з'являються в серіалі.
Гадюки Аграби вбили Короля, батька Білосніжки.
Дракони дихають вогнем, приблизно в 5 разів більше людини.
Гноми — нижчі на зріст, ніж люди. Вилуплюються з яєць, при цьому виглядають як дорослі чоловіки. Бувають тільки чоловічої статі. Коли гном вилуплюється йому дають чарівну кирку, яка визначає ім'я гнома, за словами останніх «кірка ніколи не бреше». Гноми не вміють любити і проводять все своє життя в шахтах, добуваючи алмази для чарівного пилу Фей. Завдяки пилку Фей Мрійник/Буркотун зміг полюбити починаючу Фею Нову
Феї
Джини
Велетні
Русалки наполовину люди, наполовину риби. Вони можуть подорожувати по океанах будь-яких світів. Неприємні і дуже небезпечні істоти. Їм не можна вірити, тому що зазвичай вони завжди брешуть, проте Аріель ніколи не була злою, а навпаки любила і рятувала своїх друзів. Один день в році морська богиня Урсула дає русалкам можливість вийти на сушу і мати ноги на 24 години. У Нбувалії Реджина, бажаючи зупинити бурю, перетворила спійману русалку в золоту статую. Мабуть, русалок можна викликати за допомогою морських раковин.
Огри — гігантські і ворожі істоти. Вони сліпі і йдуть на шум. Кровожерливі. У чарівному світі з ними йшли цілі війни.
Понго — це пес породи далматин. Домашній улюбленець доктора Арчі Гоппера, завжди з Арчі будь то будинок, або його кабінет. Знайшов інший вхід в підземну шахту, де були заточені Арчі і Генрі. Коли Кора у вигляді Реджини прийшла вбити Арчі, відразу зрозумів, хто перед ним і загавкав на «Реджину», на жаль, це не допомогло врятувати Арчі. Саме Понго приніс звістку про напад на доктора Гоппера, "розповівши про подію Рубі. Понго є ім'ям одного з головних героїв, батька сімейства далматин, в мультфільмах і фільмах «101 далматинець».
Тіні живуть в іншому світі, на острові під назвою Небувалія. Тінь — корінний житель острова, забирає тіні у людей, тим самим вбиваючи людину. Якщо тінь повернути хазяїну, то людина оживає. Всі тіні живуть у лісі в Небувалії. Тінь уклала договір з Макольмом і перетворила його в хлопчика. Після перетворення в дитини Макольм взяв собі прізвисько Пітер Пен. Тінь була вбита феєю Дінь-Дінь. Тінь Пітера Пена озвучує Мерілін Менсон.
Тролі кровожерні, мешкають в певних місцях, люблять коштовності і гроші і дуже небезпечні. На мосту Тролів Білосніжка врятувала Принца з допомогою чарівної пилу Фей.
Перевертні — люди, перетворюються в вовка в повний місяць. Деякі збираються в зграї. З внутрішнім вовком можна змиритися і контролювати його дії, недосвідчені перевертні вкрай небезпечні, можуть вбити близької людини, не контролюють себе. У звичайний час люди з геном мають добрий нюх. Червона шапочка є перевертнем, як і її родина, з якої вона знала тільки бабусю. Бабуся теж колись була вовком, вона пошила для Шапочки спеціальний плащ, що не дає людині перетворюватися на вовка.
Привиди представлені у вигляді істот з капюшоном, червоними очима і кістяними руками. В Зачарованому Лісі його так само називають — Рейф; в рідній країні Мулан його називають — Кушен. Використовують особливий талісман, щоб позначати своїх жертв. Не переносять сонячне світло, тому полюють лише вночі або в приміщеннях, куди не проникають сонячні промені. Незважаючи на це, сонячне світло не завдає їм шкоди — Румпельштільцхен/Містер Голд закликав Примари днем. Це істота буде полювати на «міченого» поки не поглине його душу. Воно відправляє душу в інший невідомий світ, залишаючи в цьому світі неживе тіло. Однак, душу можна повернути назад у тіло. Зла Королева була позначена амулетом Примари, але її душу він так і не поглинув. Білосніжка, Прекрасний Принц і Емма відправили Примари в Зачарований Ліс, де він позначив і поглинув душу принца Філіпа. Проте пізніше Мулан і Аврора (Спляча Красуня) повернули її Філіпу.

## Кастинг акторів

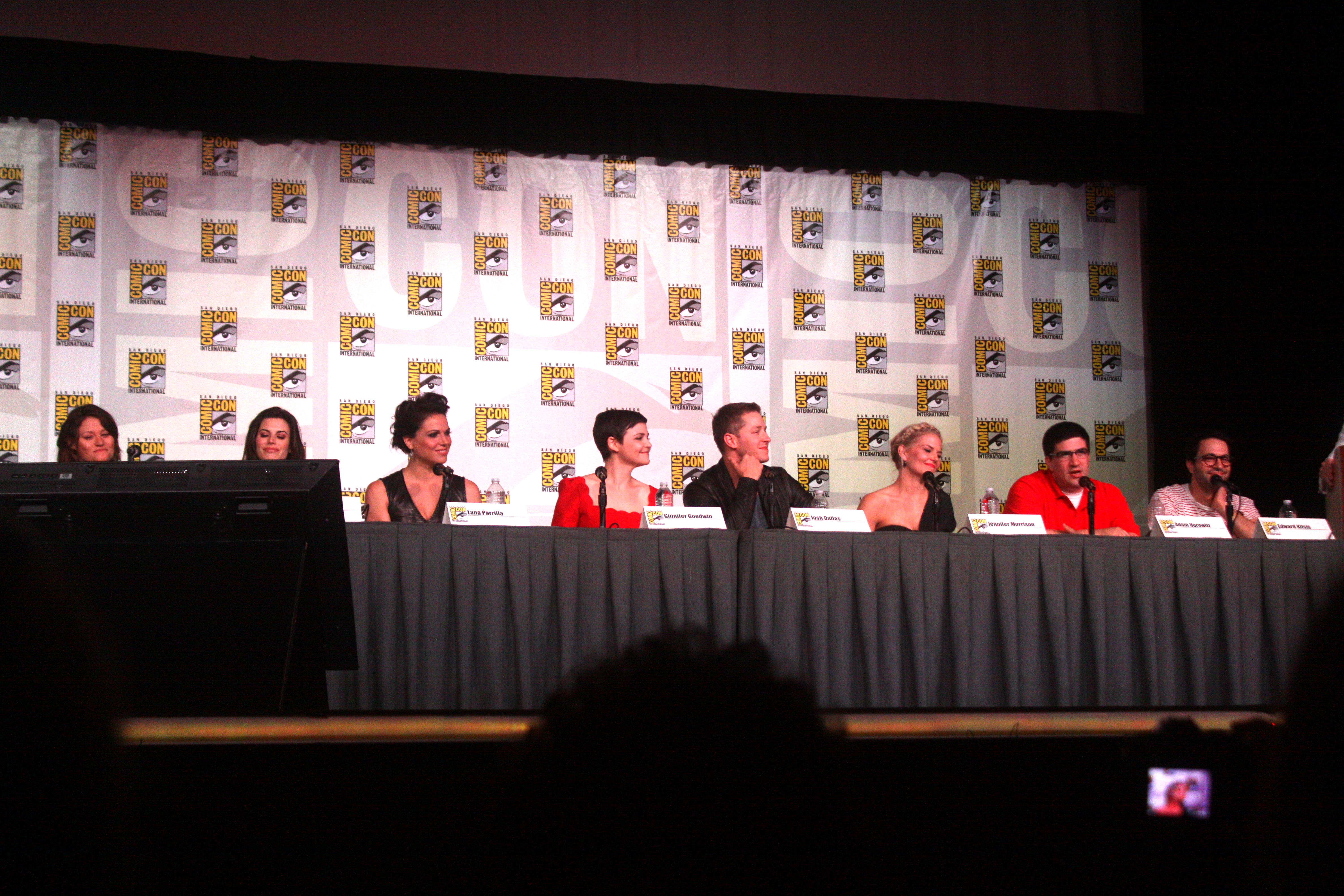

Джінніфер Ґудвін була запрошена в серіал на роль Білосніжки. Один з творців Адам Горовиць був впевнений, що вона буде грати персонажа з сильним характером, який буде привабливим для глядачів. Актриса тільки що закінчила свою роботу в серіалі Big Love, і шукала новий проект, і цим кіносценарієм вдалося зацікавити її. Раніше в інтерв'ю актриса заявила, що вона хотіла б грати Білосніжку, Гудвін так само сказала, що її рішення грати роль Білосніжки було не простим. Кітис і Хоровіц кажуть, що вони великі шанувальники серіалу Big Love, і написали роль Білосніжки, представляючи в її ролі саме Джінніфер Ґудвін.
Джош Даллас, який грає Принца, був радий, що сценаристи прийняли деякі його зміни характеру Принца. Даллас впевнений, що це зробило Принца більш реальним. Він пояснив: «Принц — це тільки ім'я. Він все ще чоловік з тими ж емоціями, як і будь-яка інша людина. Він Принц, але він Принц народу. У нього є почуття, яке дає йому силу рухатися далі. У нього є сім'я, щоб захищати її, у нього любов до Білосніжки. Він такий же як і всі. Він людина, зі своїми переживаннями і почуттями. Він не ідеальний і цим він і привабливий».
На початку 2011 року Лана Паррія отримала ролі Злої Королеви і Реджини Міллс. У шоу вона грає роль Злої Королеви у минулому і владного мера міста Реджини Міллз в сьогоденні, головного антагоніста історії, навколо якої весь сюжет закручений проекту. Шоу отримав хороші відгуки від критиків і стало відомо завдяки феміністського уклону і оригінальної концепції. Шоу стало успішно в усьому світі і Лана Паррія досягла широкої популярності завдяки грі Злої королеви. Лана отримала похвалу з боку критиків за виконання своєї ролі, деякі з яких відзначали, що актриса гідна номінації на премію «Еммі» за свою гру. У шорт-лист вона не потрапила, проте виграла премію TV Guide в категорії «Улюблений лиходій» і ALMA за найкращу жіночу роль у драматичному серіалі в 2012 році. Також вона номінувалася на Премію «Сатурн» і Teen Choice у 2012 році за свою гру в першому сезоні.
3 серпня 2012 року було оголошено, що Колін О'Донох'ю призначений на роль Капітана Гака на регулярній основі, Колін приєднався до основного касту у другій половині сезону. Тоді ж стало відомо, що Майкл Реймонд-Джеймс в третьому сезоні приєднається до основного складу акторів у ролі Белфайра/Ніла Кессіді, сина Румпельштільцхена.